# ソープオペラ
ソープオペラ（英: soap opera) は、通常ロングランのラジオまたはテレビのドラマ・シリーズ。メロドラマ、アンサンブル・キャスト、感傷的なストーリーを特徴とすることが多い。石鹸製造会社がラジオ・ドラマのスポンサーとなっていたことから「ソープオペラ」と呼ばれるようになった。これ以前より西部劇を指す「ホースオペラ」という言葉があった。
1950年よりBBCラジオで放送された『The Archers』が世界最長ロングランのソープオペラのラジオ番組となった。1960年よりITVで放送された『コロネーション・ストリート』が世界最長ロングランのソープオペラのテレビ番組となった。1937年にラジオ番組として開始し、1952年にテレビ番組に移行し、2009年に最終回を迎えた『ガイディング・ライト』が世界最長ロングランのソープオペラ番組となっている。
複数のエピソードに亘りストーリーが展開し、最終回を設定せず開始する。ソープオペラのテレビ番組の定義の1つとして、1話完結でなく、ストーリーがのちのエピソードに続いていく。2012年、『ロサンゼルス・タイムズ』コラムニストのロバート・ロイドは、メロドラマ的な出来事でも、ストーリーを詰め込むのではなく自然に見えるように贅沢に時間を使い、1シーズン週1回の計22エピソードであれば5-6行で済む台詞が、毎日放送されるソープオペラであれば何ページにも引き延ばされることがある。端役の出演時間も増え、誰が悪役かもわかりにくくなる。
ソープオペラは複数のストーリーラインが同時進行し、交差し、以降の展開に繋がる。ソープオペラの各エピソードは一般的に、複数の同時進行するストーリーが入れ替わり、互いに影響し合い、またはそれぞれのストーリーが独立して進むこともある。各エピソードでは現在進行形のストーリーが複数取り上げられることもあるが、常に全てが取り上げられるわけではない。平日昼間に放送されているものは特に、ストーリーも俳優もある程度のローテーションがあり、1週間のうち数エピソードで取り上げられることはあっても通常は全てのエピソードで取り上げられるとは限らない。ソープオペラでは現在進行形の全てのストーリーを同時に完結させることはほとんどない。1つのストーリーが完結しても、複数の他のストーリーがそれぞれ独自に展開していく。通常、ソープオペラのエピソードおよびシーズン間に放送のない期間がある場合のシーズン最終回はなんらかのクリフハンガーで終わり、次回のエピソードまたは次のシーズンも視聴しなければ解決できないようになっている。
夜に放送される、あるいは週1回放送されるソープオペラは各エピソードにほぼ全てのレギュラー出演者が登場することが多く、各エピソードで現在進行形の全てのストーリーが取り上げられることが多い。夜に放送されるソープオペラや連続テレビドラマは1年のうちの放送期間が限られているため、シーズン最終回は劇的な展開になることが多い。
1976年、『タイム』誌は、ソープオペラの視聴者たちは熱心であり、広告収入を最大限にするため複数の30分番組を1時間に拡大するなどアメリカの昼間のテレビを「巨大市場」と位置づけた。上記の記事によると、夜に放送される連続テレビドラマの多くが赤字となり、昼間の番組は制作費の数倍の利益を得ていた。この記事が掲載された号では、ソープオペラで初めてスターとなった『デイズ・オブ・アワ・ライブス』の出演者のビル・ヘイズ、スーザン・シーフォース・ヘイズが表紙に登場した。夫婦となった2人はソープオペラ専門誌だけでなく主要メディアで劇中でも実生活でもその熱愛が取り沙汰されていた。
日本では昼ドラがそれにあたり、専業主婦層をターゲットとする関係上、P&G、花王、ライオンといった洗剤メーカーの一社提供あるいは筆頭提供が一般的で、特に「東海テレビ制作昼の帯ドラマ」における大半の作品がソープオペラの基本的なストーリーがそれに近いものの、そのソープオペラは昼に放送されるとは限らない。

## 起源
1930年10月20日、シカゴのAMラジオ局WGNで放送開始した『Painted Dreams』が最初のソープオペラと考えられている。聴取者の多くが主婦となる昼間に定期的に放送されており、女性をターゲットにし、実際女性の聴取者が多かった。1931年1月27日、東部時間午後10時半にNBCブルー・ネットワークで放送されたラジオ番組『Clara, Lu, 'n Em』が初の全米放送のソープオペラとなった。1932年2月15日、『Clara, Lu, and Em』は平日昼の時間帯に移行し、昼間放送初の連続ドラマとなった。

## あらすじ
ソープオペラの定義の主な特徴は、家族生活、人間関係、恋愛関係、感情や道徳観の対立に重点を起き、時事問題を取り扱うこともあり、舞台は主に馴染みやすい家庭内で、時折目新しい場所になる場合もある。これらの特徴から、多くのソープオペラが特定の居住地または職場での日常を描き、あるいは大家族に焦点を当てている。ストーリーはこれらの登場人物の日常生活や人間関係を描いている。メロドラマの映画のようにソープオペラのストーリーはイギリスの哲学者スティーブ・ニールが示す「偶然の機会、偶然の一致、すれ違い、突然の心変わり、危機一髪の救出劇や発覚、デウス・エクス・マキナの結末」が起こる。これらの要素は『イーストエンダーズ』から『ダラス』まで多くのソープオペラに散見される。
多くのソープオペラにおいて、特にアメリカの昼間の連続ドラマにおいて、その登場人物は魅力的、魅惑的、裕福であることが多い。イギリスやオーストラリアのソープオペラはより大衆的な登場人物や環境に焦点を当て、労働階級に設定していることが多く、家族の不和、婚姻の破綻、経済問題など社会的リアリズムに沿った内容となっている。両国のソープオペラはコメディ要素が高く、噂好き、偏屈爺などコミカルなステレオタイプが登場し、周囲を混乱に陥れる。アメリカではコメディのソープオペラは滅多にない。イギリスのソープオペラは現実を表現または現実的であるとされることが多く、また特定の場所でその場所に特化したステレオタイプを登場させることが多い。例えば『イーストエンダーズ』はロンドンのイーストエンドでの厳しい生活に焦点を当て、『コロネーション・ストリート』は北部の率直な話し方をステレオタイプとして描いている。
恋愛関係、秘密の関係、浮気、憎悪などが多くのソープオペラの基盤となっている。アメリカの昼間のソープオペラにおいて、最も人気のある登場人物やストーリーは恋愛小説に登場するようなものであることが多い。浮気、突然の出会い、不倫などのストーリーが複雑に織り込まれ、視聴者は目が離せなくなる。誘拐、レイプ、殺人の犯人役であっても、継続中のストーリーに関わっていれば罰せられない場合もある。
イギリスとオーストラリアのソープオペラも恋愛は重要視される。ロシアの最も人気のあるストーリーは犯罪またはオリガルヒに恋愛を絡めたものである。
それまで存在の知られていなかった生き別れの子供またはきょうだい、悪役である場合を含む双子の片割れなどが突然登場して人間関係をかき乱し、どんでん返しや活性化を行なう。結婚や出産などの人生の局面に際し、現実にはありえない頻度で予期せぬ悲劇に見舞われる。
20世紀にアメリカで展開されたストーリーテリングの様式の1つであるコミック・ブックと同様、登場人物の死は永続的とは限らない。『ザ・ボールド・アンド・ザ・ビューティフル』において、テイラー・ヘイズ(ハンター・タイロ)の心電図が停止し葬儀が行われた。2005年に再登場し、テイラーは亡くなったのではなく昏睡状態だったと軌道修正された。
特に昼のソープオペラではスタントが必要になるほどのアクションシーンはほとんど使用されない。複雑な動き、多角的なテイク、編集なしで適切に描くことが難しいため、そのようなシーンは映像化されず、台詞で言及されるのみであることが多い。生放送であれば編集もできない。ほとんどのソープオペラが事前収録、膨大な編集、多角的なテイクを行なっており、不可能ではないがスケジュールや予算の都合上実現は困難である。

## アメリカ

### 昼放送のソープオペラ

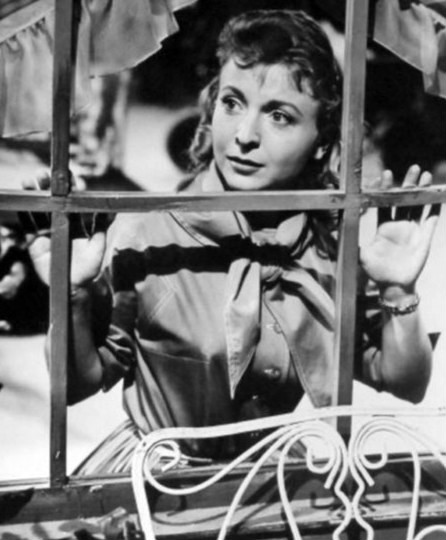
『アズ・ザ・ワールド・ターンズ』のペニー・ヒューズ役のローズマリー・プリンツ

アメリカでは以前より週1回夜にメロドラマが放送されていたが、最初の昼間のソープオペラのテレビ番組は、1949年の『These Are My Children』である。1950年代初頭、すぐにゲーム番組、シットコム再放送、トーク番組などと並び、アメリカの代表的な昼間の番組の定番となった。
1988年、『ジェネラル・ホスピタル』のエグゼクティブ・プロデューサーであったH・ウェスリー・ケニーが『ニューヨーク・タイムズ』に語ったところによると、大衆は共感できるストーリーを好み、身近に感じ、感情移入する。視聴者はソープオペラに対して2つの視点を持ち、1つは自分の身の回りに起き得ること、もう1つは自分の身に起きてほしくないことである。
アメリカのロングラン・ソープオペラの多くは、そのストーリーに特定の場所を設定している。『The Doctors』や『ジェネラル・ホスピタル』は放送開始当初はほとんど病院の中だけでストーリーが進行していた。『アズ・ザ・ワールド・ターンズ』はクリス・ヒューズ(ドン・マクラフリン)の法律事務所を舞台にし、1970年代、その妻で「良妻」でいることに疲れたナンシー(ヘレン・ワグナー)はアメリカの連続ドラマの年配女性としてワーキングウーマンの最初の1人となった。『ガイディング・ライト』はバート・バウアー(チャリタ・バウアー)とアルコール依存症の夫ビル(ライル・サドロー)の夫婦間の終わりの見えないトラブルが描かれた。バートが母親キャラとして街のリーダーとなると、次世代であるバートの子供たちの夫婦間のトラブルがストーリーに組み込まれた。『Search for Tomorrow』はジョアン・ガードナー(メアリー・スチュアート)の視点を中心に描かれた。他の登場人物が中心となるストーリーであっても、ジョアンが鍵となることが多かった。『デイズ・オブ・アワ・ライブス』は当初、トム・ホートン医師(マクドナルド・ケイリー)と妻アリス(フランシス・レイド)に焦点を当てていたが、のちに5人の子供たちに焦点が移っていった。『The Edge of Night』では刑事巡査でのちに弁護士となるマイク・カー(ジョン・ラーキン、フォレスト・コムトン)を中心に、主に組織犯罪を描いていた。『ザ・ヤング・アンド・ザ・レストレス』は当初4人娘のいるブルックス家、労働階級のシングルマザーと3人の子供のフォスター家の2家族に焦点を当て、癌、精神疾患、貧困、不貞など、現実的な問題を描いていた。
対して『Dark Shadows』(1966年–1971年)、『Port Charles』(1997年–2003年)、『Passions』(1999年–2008年)は超自然的フィクションのファンタジーやホラーを描いていた。これらのドラマには吸血鬼、魔女、幽霊、ゴブリン、天使などが登場していた。
『ガイディング・ライト』は1937年1月にラジオドラマとして開始し、1952年6月にテレビに移行した。番組開始当初は宗教番組としても機能していたが、徐々に宗教色は薄まり、ごく一般的なメロドラマに変化した。1940年代後期、制作者のイルナ・フィリップスがP&Gと係争中であった数年を除き、1937年から2009年までほぼ毎日放送され、放送媒体で最長のストーリーとなった。
当初、平日昼間のソープオペラは15分放送であった。1956年、CBS放送のP&Gプロダクション制作の『アズ・ザ・ワールド・ターンズ』および『The Edge of Night』は最初の30分放送のソープオペラとなった。1960年代終盤まで全てのソープオペラが30分放送となった。1970年代、人気が加速し、1980年代に入る頃までほとんどのソープオペラが1時間放送となった。1978年から1980年までの短期間、『Another World』は90分放送となった。1980年までに半分以上のソープオペラが1時間放送となっていた。2012年現在、ソープオペラ4作品中3作品が平日1時間放送、『ザ・ボールド・アンド・ザ・ビューティフル』のみが30分放送となった。
元々ソープオペラはスタジオから生中継されており、舞台を観劇するような感覚を覚えることができた。当時、ほぼ全てのソープオペラがブロードウェイのあるニューヨークで収録されており、その出演者の多くが収録の合間を縫って舞台に出演していた。1960年代および1970年代に制作された『ジェネラル・ホスピタル』、『デイズ・オブ・アワ・ライブス』、『ザ・ヤング・アンド・ザ・レストレス』はロサンゼルスで収録された。ニューヨークでの収録は費用がかさみ、これらの作品の成功により西海岸での撮影に切り替わっていった。1970年代初頭までにほぼ全てのソープオペラが録画放送となった。1975年、『アズ・ザ・ワールド・ターンズ』および『The Edge of Night』が移行したことで全てのソープオペラが録画放送となった。
『Port Charles』は13週を1クールとしてメインのストーリーは13週で完結していたが、他のストーリーはクールを跨ぐ場合もあった。2006年の『ソープオペラ・ダイジェスト』誌のプレビュー号によると、ABCの全ての番組をテレノベラの形態で制作することが議論されたが拒否された。
通常、アメリカの昼間のソープオペラは放送局での再放送はされないが、例外的にCBSやABCはホリデー・シーズンにスペシャル番組の予定がない場合、あるいはニュース速報などで放送予定エピソードが急に延期になった場合などに放送中のシーズンより前あるいは数年前に放送されたエピソードを再放送することがある。2020年春夏、COVID-19の蔓延により一時的に制作が中止されて新たなエピソードのストックがなくなり、CBSやABCは『ザ・ヤング・アンド・ザ・レストレス』、『ザ・ボールド・アンド・ザ・ビューティフル』、『ジェネラル・ホスピタル』の過去の放送分の再放送を行なった。『デイズ・オブ・アワ・ライブス』は放送予定日より約8ヶ月前に制作するためストックが多く、この期間中も再放送に頼ることはなかった。1970年代初頭、『Dark Shadows』の打ち切り後、初期のエピソードがPBSの加盟放送局で再放送され、1990年代、サイファイ・チャンネルにて1エピソードを除く全エピソードが再放送された。1984年、『The Edge of Night』が打ち切られ、1985年から1989年の深夜、USAネットワークにて28年間の放送分のうち最後の5年分が再放送された。2000年1月20日、ケーブルテレビおよび衛星放送のテレビ局ソープネットが開局し、ABC、NBC、CBSで放送されたソープオペラの再放送を行なっている。
1980年代後期以降、FOXやケーブルテレビなどの比較的新しいテレビ局は昼の時間帯にソープオペラを放送せず、シンジケート番組や再放送番組を放送している。昼放送のソープオペラを制作したケーブルテレビ局はないが、ディレクTVの101ネットワークはNBCから『Passions』の最後の1シーズンのみを引き継いだ。1980年代、TBSは昼のソープオペラのフォーマットによるプライムタイムのソープオペラ『The Catlins』、CBNケーブル・ネットワークは連続テレビドラマの定番に宗教色を融合した『Another Life』を独自に制作して放送した。1990年、アメリカ第4のテレビ局とされるFOXは短期間で終了した昼のソープオペラ『Tribes』を放送した。しかしこの作品およびパイロット版数作品を除き、FOXは昼のソープオペラから手を引き、1994年に主要テレビ局に昇格して以来制作していない。のちに姉妹局のマイネットワークTVで新たに平日のプライムタイムに放送されるソープオペラの制作および放送がされたが全くヒットしなかった。
新作旧作問わず連続テレビドラマのDVD化は人気であるが、ソープオペラのDVD化はエピソード数が膨大となるため困難とされる。特別な場合を除き、昼放送のソープオペラはDVD化はされないものとなっている。ただし例外として、超自然的フィクションのソープオペラ『Dark Shadows』はVHSおよびDVDでリリースされた。失われたエピソード1219は未公開の音声、映像、近いエピソードを使用し再現された。

#### 出演者
アメリカのソープオペラの出演者は大きく分けて主役と脇役の2種類あり、ソープオペラの出演者の大部分を占める。また特定のストーリーに合わせて短期間のみの出演者や、1エピソードにつき5行以下の台詞しかなく「アンダー5」と呼ばれることもあるほとんど台詞がなく姓が与えられず下の名前のみの出演者などがいる。
番組の制作および放送が数年に亘るため、1つの役を複数の俳優が後継することも普通にある。例えば『The Edge of Night』のマイク・カー役は3人の俳優が演じた。
逆に数年どころか数十年に亘り、同じ役を演じ続ける俳優もいる。1956年4月2日から2010年5月に亡くなるまで、ヘレン・ワグナーは『アズ・ザ・ワールド・ターンズ』のヒューズ家の女家長ナンシー・ヒューズ役を演じ続け、ギネス世界記録となった。20年以上同じ役を演じる俳優も数多く、複数の番組に亘り同じ役を演じる俳優もいる。1964年から2007年、レイチェル・エイムスは『ジェネラル・ホスピタル』および『Port Charles』でオードリー・ハードリー役を演じ、2009年に再演した。1970年1月から2011年9月23日、スーザン・ルッチは『オール・マイ・チルドレン』でABCでの最終回までエリカ・ケーン役を演じた。1971年から2012年1月13日、エリカ・スレザックは『ワン・ライフ・トゥ・リヴ』でABCでの最終回まで3代目となるヴィクトリア・ロード役を演じ、2013年4月29日、オンラインに移行した同番組で同役を再演した。
多くの俳優が違う役で複数のソープオペラに出演している。ミレット・アレキサンダー、バーナード・バロウ、ドリス・ベラック、デイヴィッド・カナリー、ジュディス・チャップマン、ジョーダン・チャーニー、ジョン・コープランド、ニコラス・コスター、ジャクリン・コートニー、ルイ・エドモンズ、ドン・ハスティングス、ヴィンセント・アイラザリー、レノア・カスドフ、テリ・キーン、ルイ・キビー、ジョン・ロプリーノ、ミーヴ・マギア、ジェイムス・ミッチェル、クリストファー・ピノック、アントニー・ポンジニ、ウィリアム・プリンス、ルイス・シェイファー、ダイアナ・ヴァン・ダー・ヴリスなどが複数のソープオペラに出演している。

#### 昼放送のソープオペラの進化
数十年に亘り、昼のソープオペラの多くが家族および夫婦の不和、法廷闘争、恋愛問題に注視していた。屋内の設定が多く、中西部の中規模の架空の都市を舞台にすることが多かった。
ソープオペラが始まった頃、社会問題を扱うことは禁止されていた。1962年の『ガイディング・ライト』で女家長バート・バウアーが子宮がんを患ったことを始めとして、脚本家でプロデューサーのアグネス・ニクソンが緩やかではあるが確信的に社会問題を扱うようになった。バート・バウアー役を演じたチャリタ・バウアーは実際に子宮がんを患っていた。このストーリーは多くの女性たちにパップテストを受けるよう推進するものであり、ニューヨークにあるCBSの郵便受付は記録的な数のバートとチャリタ双方の回復を願うファンレターを受けた。1960年代後期から1970年代にかけて、ニクソンは『ワン・ライフ・トゥ・リヴ』および『オール・マイ・チルドレン』で社会的に意味のある多くのストーリーを制作していくこととなる。
『The Edge of Night』、『Dark Shadows』で徐々に屋外のシーンが取り入れられた。初期のソープオペラの多くは架空の都市を舞台にしていたが、『The Best of Everything』や『Ryan's Hope』はニューヨークを舞台にしていた。
1978年、『オール・マイ・チルドレン』でソープオペラ初の海外ロケとしてセント・クロイ島で撮影が行なわれた。同作の成功により、多くのソープオペラが豪華なストーリーを取り入れるようになった。1980年、『Another World』は
人気登場人物マック、レイチェル、ジャニスの長年の関係を清算するため、『ガイディング・ライト』はアラン・スポルディングとリタ・バウアーの情事として、どちらもセント・クロイ島で撮影された。1981年、2週間かけて『Search for Tomorrow』の香港ロケが行なわれ、1981年後期、ガースとキャシーの恋愛成就の収録のためジャマイカでロケを行なった。
1980年代、夜放送のソープオペラが高視聴率を獲得し、昼放送のソープオペラはアクションやアドベンチャーのストーリーを盛り込み、若い登場人物の恋愛に焦点を当てた。
最も人気のあったカップルは『ジェネラル・ホスピタル』のルーク・スペンサー(アンソニー・ギーリー)とローラ・ウェバー(ジニー・フランシス)であり、男女双方のファンを獲得した。女優のエリザベス・テイラーもファンであることを公言し、ルークとローラの結婚式のエピソードへのゲスト出演を自ら申し出た。ルークとローラの人気により、他のソープオペラの制作者たちも魅力的なカップルを作り出そうとした。
突飛なアクションのストーリーが流行り、ルークとローラは世界を氷河から守り、左手を挙げた少年の像の黒い本を見つけ犯罪組織を倒し、メキシコで王妃が自身のアステカの財宝を見つけるのを助ける。他のソープオペラも類似するアドベンチャーのストーリーを制作し、屋外で撮影されることが多く、海外で撮影することもあった。
1990年代、昼放送のソープオペラの視聴率が下がっており、マフィア、アクション、アドベンチャーのストーリーは制作されなくなった。予算が削減された結果、1980年代に行なわれていたような高額な海外ロケは行なわれなくなった。この頃、『オール・マイ・チルドレン』のエリカ・ケーン(スーザン・ルッチ)の薬物中毒、『ワン・ライフ・トゥ・リヴ』のヴィッキー・ロードの解離性同一性障害、『オール・マイ・チルドレン』のスチュアート・チャンドラー(デイヴィッド・カナリー)が妻シンディのAIDSでの死に向き合うなど若い登場人物や社会問題に焦点を当てるようになった。他に癌、レイプ、中絶、同性愛、人種問題などを扱っている。
1990年代および2000年代の一部のソープオペラは視聴率獲得のため、ストーリーに超自然的およびサイエンス・フィクションの要素を取り入れた。『Dark Shadows』ではバーナバス・コリンズという吸血鬼、『ワン・ライフ・トゥ・リヴ』ではヴァージルという天使が登場し、どちらも過去と行き来ができた。1995年、『デイズ・オブ・アワ・ライブス』では番組ファンから人気となるマーリナ・エヴァンスが悪魔に憑依され、1998年、『ガイディング・ライト』ではリーヴァ・シェインのクローンが登場する。

#### 昼放送のソープオペラの様式
現代のアメリカの昼放送のソープオペラはオリジナルのソープオペラの様式をほぼ忠実に再現しており、ストーリーや映像の様式は夜のソープオペラや他の国のソープオペラとは異なるものである。イギリスやオーストラリアのソープオペラは通常夕方の放送を見据えて制作されており、アメリカのソープオペラの昼放送と夜放送の中間に位置する。アメリカの昼放送のソープオペラと同様、イギリスやオーストラリアのソープオペラは録画放送で、出演者やストーリーは1週間分のローテーションで、出演者は全てのエピソードに登場するわけではない。イギリスやオーストラリアのソープオペラは昼のソープオペラより速くストーリーが進み、この点においてはアメリカの夜放送のソープオペラと近い。
アメリカの昼放送のソープオペラは他のドラマと異なる様式を持つ。
- アメリカの昼放送のソープオペラの特殊な構成は会話の間にアクションが入り、終わった瞬間に戻る。これがアメリカの昼放送のソープオペラと、通常映像化されない各シーンの間で時間が経過する他のテレビドラマとの大きな違いである[5]。先の会話に参加していた登場人物が、のちに別のセットに登場することもある。
- アメリカの昼放送のソープオペラにおいて、登場人物にクローズアップし重い沈黙で終わるシーンが多い。数秒間台詞がなく、コマーシャルや次のシーンに進む直前に音楽が盛り上がる。この流れは業界で「tag」と呼ばれている。
- 映画やテレビの撮影によく使われる三点照明が昼放送のソープオペラでも使用されており、登場人物を背景から際立たせるために背面照明も使用することもある。小さな室内のセットで録画撮影するソープオペラに有効である。背面照明はロケや大きなセットでの撮影では微妙なことがある。
- 室内のセットには色付きの木製の壁、木製家具、茶色のレザーの家具が設置されていることが多い。豪華な装飾を見せることで登場人物が裕福であることを示唆する。昼放送のソープオペラは他の番組と比較してセットが豪華である。中距離からの撮影では登場人物と共に豪華なフラワーアレンジメント、輝くグラス製のデカンタ、美しいアンティーク家具などが同時に映る[14]。
- アメリカの一部の昼放送のソープオペラでは定期的に屋外でのロケを行なう番組もある。『ガイディング・ライト』は最後の2シーズンのほとんどを屋外で撮影した。屋外撮影シーンの多くはスタジオで再現される。イギリスとオーストラリアの昼放送のソープオペラは毎回一定量の屋外撮影シーンが含まれる。通常同じ場所で撮影され、特設セットが作られることもある。
- 通常、ソープオペラの映像品質は低予算と制作時間の短さにより、プライムタイム放送の連続テレビドラマと比較して低い。また、ソープオペラは複数のカメラによりビデオテープで撮影され、プライムタイムの番組は1台のカメラによりフィルムで撮影されることが多いという違いがある。ビデオの映像解像度は低いが、感情を表現するためクローズアップを頻繁に使用する。2011年9月までアメリカでは高精細度テレビジョン放送への完全移行は行なわれず、『ザ・ボールド・アンド・ザ・ビューティフル』がソープオペラで最後の移行番組となった。『ワン・ライフ・トゥ・リヴ』は例外的に標準画質映像にて、2012年1月のABCでの放送が終了するまで画面アスペクト比16:9で制作および放送し続けた。
- ソープオペラには独特なブロッキング法がある。カップルが向かい合わせで会話を始め、その後1人が180°振り向いて背を向けたまま会話を続ける。2人共視聴者側を向くことにより、1度に両人を撮影できる。現実にはあり得ない状況である上、映画や他のドラマでもめったにないことであるが、ソープオペラでは慣例とされ、2人共西を向く「ツーショット・ウェスト」と呼ばれることもある[25]。
- 30分番組で15から25人、1時間番組で30から35人という膨大な数の主要出演者がおり、準レギュラーやゲスト出演者を含めてオープニングでなくエンドクレジットに全員の名が掲載される。1990年代までは月曜から木曜まで各エピソードの最後に数人の主役のみが名前を放送されていた。全員の名を掲載するとエンドクレジットが長くなってしまうため、週に1度、主に金曜日に流していた。ただし2000年代以降、『ジェネラル・ホスピタル』以外のほとんどのソープオペラが曜日を特定していない。1999年、『ザ・ヤング・アンド・ザ・レストレス』がアメリカの昼放送のソープオペラで初めてオープニングクレジットに主要出演者の名が掲載されたが、1つのエピソードにつき出演者が多いため、掲載人数が2017年まで7人だったのがランダムな9人の異なるバージョンのタイトルシーンを使用した。2004年から2017年、『ザ・ボールド・アンド・ザ・ビューティフル』は準レギュラーを含む主要出演者全員を掲載し、2010年から2013年、『ジェネラル・ホスピタル』もそれに倣った。2021年現在、『ザ・ヤング・アンド・ザ・レストレス』はアメリカの昼放送のソープオペラで唯一、オープニングとエンドクレジット両方に主要出演者の名前を掲載している[26]。

#### 人気の下降

##### 統計および傾向
2000年代以降、ソープオペラの視聴率は急激に下降している。1999年に開始した『Passions』以降、新たな主要な昼放送のソープオペラは制作されておらず、また多くの番組が打ち切りとなっている。2022年9月現在、『ジェネラル・ホスピタル』、『ザ・ヤング・アンド・ザ・レストレス』、『ザ・ボールド・アンド・ザ・ビューティフル』の3番組のみが2局で継続しており、1969年から1970年の19番組をピークとして、1990年から1991年の12番組から見ても大幅に減少している。1951年以来、3番組しかないのは初めてのことである。1988年以降、最も高視聴率である『ザ・ヤング・アンド・ザ・レストレス』の2012年2月の視聴率は1日につき500万人以下であり、『Judge Judy』など台本のない番組がそれを越えている。ソープオペラ専門誌の売上も減少し、廃刊となったものもある。2012年頃からソープオペラの再放送を行なうケーブルテレビのソープネットも下降し始め、翌年閉局した。ソープオペラを含む昼間の番組に対するデイタイム・エミー賞授賞式の中継放送はプライムタイムに放送されていたが、2012年、ケーブルテレビに移行し、2014年、2016年、2017年には放送もされなかった。
2009年から2012年の間に複数のアメリカの主要なソープオペラが終了した。テレビ史およびラジオ史において最長ロングランの『ガイディング・ライト』は2009年に1日の視聴者がなんとか210万人となり、同年9月18日、ラジオ放送を含めて72年に及ぶ放送を終了し最終回を迎えた。2010年9月17日、『アズ・ザ・ワールド・ターンズ』は54年間の放送を終了した。『アズ・ザ・ワールド・ターンズ』は、「ソープオペラ」の名の由来となった石鹸および日用品を扱う企業「P&G」が制作したソープオペラ20番組の最後の番組となった。『アズ・ザ・ワールド・ターンズ』および『ガイディング・ライト』は共にニューヨークで制作されたソープオペラの最後の番組となった。当初『オール・マイ・チルドレン』もニューヨークで制作されていたが、経費削減および視聴率向上を見込んでロサンゼルスに移行した。しかし40年以上続いた『オール・マイ・チルドレン』は2011年9月に、『ワン・ライフ・トゥ・リヴ』は2012年1月に終了した。どちらも2013年にオンラインで復活したが、年内に再び打ち切りとなった。2019年、『デイズ・オブ・アワ・ライブス』の制作の無期限休止および出演者全員の解雇が報じられ、ソープオペラ専門誌各誌は打ち切りを案じる記事を掲載したが、その後2021年9月まで継続することとなった。2022年、NBCは『デイズ・オブ・アワ・ライブス』がストリーミング・サービスのPeacockに移行することを発表した。

##### 原因
女性が外に働きに行くようになり、昼間のテレビ視聴率は下降した。視聴者となり得る新世代は母親と共にソープオペラを見て育ったのではなく、放送時間の長さや複雑なストーリーは若い世代には馴染まない。ソープオペラのスポンサーがターゲットとする若い成人女性の視聴率は下降し続けている。ニールセンは家庭以外の視聴率を計上しておらず、職場の昼の休憩時間に視聴されるであろう数は含まれない。ケーブルテレビやインターネットの発達により娯楽は多様化してきている。また原因の1つとして、人気の番組フォーマットがメロドラマ的リアリティ番組に移行し、初期のこのジャンルは「ドキュ・ソープ」と呼ばれた。1994年から1995年、リアリティ番組の先駆けであるO・J・シンプソン事件についてのテレビ放送はソープオペラのシーズンより前に視聴者を獲得して人々の視聴習慣を変え、裁判終了時にはソープオペラの視聴者は10パーセント減った。
昼間の番組はトーク番組、ゲーム番組、模擬裁判番組が台頭し、脚本ありのドラマより制作費が最大50パーセント低く、テレビ局にとってはソープオペラと同じあるいはやや低い視聴率であっても、これらの番組の方が利益があり好まれる。テレビ局によっては『Sunset Beach』や『Port Charles』のような低視聴率番組を放送し続けるより、放送時間帯をローカル局に任せようとする場合もある。2007年から2010年、脚本のある番組への経済的圧力は、グレート・リセッションでスポンサーが減少し、予算および出演者の削減へと繋がった。これらの外的要因に加え、ありきたりのストーリー、多様性の欠落、中心となる出演者の降板など、制作側の問題が挙げられる。

#### 放送中
| 番組名                                                              | 放送局 | 初回放送日    | カラーへの移行 | 1時間への拡大 | HDTV初回放送  |
| ------------------------------------------------------------------- | ------ | ------------- | -------------- | ------------- | ------------- |
| ザ・ボールド・アンド・ザ・ビューティフル The Bold and the Beautiful | CBS    | 1987年3月23日 | 初回放送時より | N/A           | 2011年9月7日  |
| デイズ・オブ・アワ・ライブス Days of Our Lives                      | NBC    | 1965年11月8日 | 初回放送時より | 1975年4月21日 | 2010年11月8日 |
| ジェネラル・ホスピタル General Hospital                             | ABC    | 1963年4月1日  | 1967年10月30日 | 1978年1月16日 | 2009年4月23日 |
| ザ・ヤング・アンド・ザ・レストレス The Young and the Restless       | CBS    | 1973年3月26日 | 初回放送時より | 1980年2月4日  | 2001年6月27日 |

#### 放送終了
| 番組名                                          | 放送局  | 初回放送日     | 最終回         | カラーへの移行 | 1時間への拡大  | HDTV初回放送         |
| ----------------------------------------------- | ------- | -------------- | -------------- | -------------- | -------------- | -------------------- |
| オール・マイ・チルドレン All My Children        | ABC     | 1950年1月5日   | 2011年9月23日  | 初回放送時より | 1977年4月25日  | 2010年2月3日         |
| Another World                                   | NBC     | 1964年5月4日   | 1999年6月25日  | 1966年6月      | 1975年1月6日   | N/A                  |
| アズ・ザ・ワールド・ターンズ As the World Turns | CBS     | 1956年4月2日   | 2010年9月17日  | 1967年8月21日  | 1975年12月1日  | N/A                  |
| The Best of Everything                          | ABC     | 1970年3月30日  | 1970年9月25日  | 初回放送時より | N/A            | N/A                  |
| The Brighter Day                                | CBS     | 1954年1月4日   | 1962年9月28日  | N/A            | N/A            | N/A                  |
| Capitol                                         | CBS     | 1982年3月29日  | 1987年3月20日  | 初回放送時より | N/A            | N/A                  |
| The City                                        | ABC     | 1995年11月13日 | 1997年3月28日  | 初回放送時より | N/A            | N/A                  |
| The Clear Horizon                               | CBS     | 1960年7月11日  | 1962年6月15日  | N/A            | N/A            | N/A                  |
| Dark Shadows                                    | ABC     | 1966年6月27日  | 1971年4月2日   | 1967年8月11日  | N/A            | N/A                  |
| The Doctors                                     | NBC     | 1963年4月1日   | 1982年12月31日 | 1966年10月17日 | N/A            | N/A                  |
| The Edge of Night                               | CBS/ABC | 1956年4月2日   | 1984年12月28日 | 1967年9月11日  | N/A            | N/A                  |
| The First Hundred Years                         | CBS     | 1950年12月4日  | 1952年6月27日  | N/A            | N/A            | N/A                  |
| First Love                                      | NBC     | 1954年7月5日   | 1955年12月30日 | N/A            | N/A            | N/A                  |
| From These Roots                                | NBC     | 1958年6月30日  | 1961年12月29日 | N/A            | N/A            | N/A                  |
| Full Circle                                     | CBS     | 1960年6月27日  | 1961年3月10日  | N/A            | N/A            | N/A                  |
| Generations                                     | NBC     | 1989年3月27日  | 1991年1月25日  | 初回放送時より | N/A            | N/A                  |
| Golden Windows                                  | NBC     | 1954年7月5日   | 1955年4月1日   | N/A            | N/A            | N/A                  |
| ガイディング・ライト Guiding Light              | CBS     | 1952年6月30日  | 2009年9月18日  | 1967年3月13日  | 1977年11月7日  | N/A                  |
| Hawkins Falls                                   | NBC     | 1950年6月7日   | 1955年7月1日   | N/A            | N/A            | N/A                  |
| Hidden Faces                                    | NBC     | 1968年12月30日 | 1969年6月27日  | 初回放送時より | N/A            | N/A                  |
| How to Survive a Marriage                       | NBC     | 1974年1月7日   | 1975年4月17日  | 初回放送時より | N/A            | N/A                  |
| Love Is a Many Splendored Thing                 | CBS     | 1967年9月18日  | 1973年3月23日  | 初回放送時より | N/A            | N/A                  |
| Love of Life                                    | CBS     | 1951年9月24日  | 1980年2月1日   | 1967年3月13日  | N/A            | N/A                  |
| Lovers and Friends/For Richer, For Poorer       | NBC     | 1977年1月3日   | 1978年9月29日  | 初回放送時より | N/A            | N/A                  |
| Loving                                          | ABC     | 1983年6月26日  | 1995年11月10日 | 初回放送時より | N/A            | N/A                  |
| Miss Susan                                      | NBC     | 1951年3月12日  | 1951年12月28日 | N/A            | N/A            | N/A                  |
| Never Too Young                                 | ABC     | 1965年9月27日  | 1966年6月24日  | N/A            | N/A            | N/A                  |
| The Nurses                                      | ABC     | 1965年9月27日  | 1967年3月31日  | N/A            | N/A            | N/A                  |
| ワン・ライフ・トゥ・リヴ One Life to Live       | ABC     | 1968年7月15日  | 2012年1月13日  | 初回放送時より | 1978年1月16日  | 2010年12月6日 (EDTV) |
| Our Five Daughters                              | NBC     | 1962年1月2日   | 1962年9月28日  | N/A            | N/A            | N/A                  |
| Passions                                        | NBC     | 1999年7月5日   | 2007年9月7日   | 初回放送時より | 初回放送時より | N/A                  |
| Port Charles                                    | ABC     | 1997年6月1日   | 2003年10月3日  | 初回放送時より | N/A            | N/A                  |
| Portia Faces Life                               | CBS     | 1954年7月5日   | 1955年3月18日  | N/A            | N/A            | N/A                  |
| Return to Peyton Place                          | NBC     | 1972年4月3日   | 1974年1月4日   | 初回放送時より | N/A            | N/A                  |
| Ryan's Hope                                     | ABC     | 1975年7月7日   | 1989年1月13日  | 初回放送時より | N/A            | N/A                  |
| Santa Barbara                                   | NBC     | 1984年7月30日  | 1993年1月15日  | 初回放送時より | 初回放送時より | N/A                  |
| Search for Tomorrow                             | CBS/NBC | 1951年9月3日   | 1986年12月26日 | 1967年9月11日  | N/A            | N/A                  |
| The Secret Storm                                | CBS     | 1954年2月1日   | 1974年2月8日   | 1967年9月11日  | N/A            | N/A                  |
| Somerset                                        | NBC     | 1970年3月30日  | 1976年12月31日 | 初回放送時より | N/A            | N/A                  |
| Sunset Beach                                    | NBC     | 1997年1月5日   | 1999年12月31日 | 初回放送時より | 初回放送時より | N/A                  |
| Texas                                           | NBC     | 1980年8月4日   | 1982年12月31日 | 初回放送時より | 初回放送時より | N/A                  |
| These Are My Children                           | NBC     | 1949年1月31日  | 1949年2月25日  | N/A            | N/A            | N/A                  |
| Three Steps to Heaven                           | NBC     | 1960年6月27日  | 1961年3月10日  | N/A            | N/A            | N/A                  |
| Tribes                                          | Fox     | 1990年3月5日   | 1990年7月13日  | 初回放送時より | N/A            | N/A                  |
| Where the Heart Is                              | CBS     | 1969年9月8日   | 1973年3月23日  | 初回放送時より | N/A            | N/A                  |
| A World Apart                                   | ABC     | 1970年3月30日  | 1971年6月25日  | 初回放送時より | N/A            | N/A                  |
| The Young Marrieds                              | ABC     | 1964年10月5日  | 1966年3月25日  | N/A            | N/A            | N/A                  |

### 夜放送のソープオペラ
プライムタイム放送のソープオペラもヒットしている。最初のプライムタイム・ソープオペラは、1946年10月2日にデュモント・テレビジョン・ネットワークで開始した『Faraway Hill』(1946年)である。12エピソード放送された『Faraway Hill』は主に生放送だったが、前週のエピソードを振り返る数分の録画や画像が挿入された。
最初のロングランのプライムタイムのソープオペラはABCの『ペイトンプレイス物語』(1964年–1969年)であった。1956年の小説『ペイトン・プレイス』を基にした1957年の映画『青春物語』を一部基にしていた。
『ペイトンプレイス物語』の人気により、CBSは『アズ・ザ・ワールド・ターンズ』のスピンオフとして登場人物リサ・ミラーを主人公とした夜放送のソープオペラ『Our Private World』(企画段階の題名は『The Woman Lisa』)を制作し、1965年5月から9月まで放送された。放送終了後、アイリーン・フルトン演じたリサ役は『アズ・ザ・ワールド・ターンズ』に復帰した。
1980年代、複数のストーリーが絡み合うロングランを見越した『ペイトンプレイス物語』の構成はプライムタイムのソープオペラの様式となった。
1980年代、『ダラス』およびスピンオフの『Knots Landing』、『ダイナスティ』、『Falcon Crest』などのプライムタイムのソープオペラがヒットした。これらの番組では裕福な家庭、そのプライベート、大規模ビジネスの苦難を取り扱うことが多かった。豪華なセットや衣装、ビジネスの陰謀の絡む複雑なストーリー、大惨事のクリフハンガーなどの共通点がある。『ダラス』のJ.R.ユーイング(ラリー・ハグマン)、『Knots Landing』のアビー・カニンガム(ドナ・ミルズ)、『ダイナスティ』のアレクシス・コルビー(ジョーン・コリンズ)、『Falcon Crest』のアンジェラ・チャニング(ジェーン・ワイマン)など裕福、傲慢、不倫、怨恨などストーリーのキーとなる人物が登場する。これらの悪役は憎まれ役として視聴者から絶大な人気となった。
スタジオで複数のカメラによりビデオ録画される昼放送のソープオペラと違い、これらの夜放送のソープオペラは1台のカメラでフィルム撮影され、ロケ撮影も多く、美しい風景シーンも挿入されることもある。『ダラス』とそのスピンオフの『Knots Landing』、『Falcon Crest』は当初1話完結でクリフハンガーもなく、エピソードごとにゲスト出演者が登場していた。最初の数シーズン終了後、これら3番組は複数のエピソードに亘る複雑なストーリーを有する元来のソープオペラの様式に変更した。『ダイナスティ』は放送中にその様式に変更した。
この時期、ソープオペラの独特のストーリー構成や複雑な脚本はアメリカのプライムタイムのテレビ番組に広く取り入れられた。これを実践した最初の連続ドラマは『ヒルストリート・ブルース』であった。スティーヴン・ボッコのプロデュースによるこの連続ドラマはアンサンブル・キャスト、複数のエピソードに亘るストーリー、シリーズを通じた幅広いキャラクター展開などソープオペラの要素を多く含んでいた。『ヒルストリート・ブルース』およびのちの『女刑事キャグニー&レイシー』は警察ドラマの様式に加え、登場人物の私生活や対人関係を継続的に描いていた。これらの番組のヒットにより、『St. Elsewhere』やシチュエーション・コメディなど他の連続ドラマでも程度は様々であるが連続したストーリーや構成を取り入れた。
1990年代、『ビバリーヒルズ高校白書』、『メルローズ・プレイス』、『サンフランシスコの空の下』、『The O.C.』、『ドーソンズ・クリーク』などのプライムライム・ソープオペラや連続ドラマはより若い世代に焦点を当てていた。2000年代、ABCは『デスパレートな妻たち』、『グレイズ・アナトミー 恋の解剖学』、『ブラザーズ&シスターズ』、『アグリー・ベティ』、『プライベート・プラクティス 迷えるオトナたち』など、また近年では『リベンジ』、『ナッシュビル』、『スキャンダル 託された秘密』、『Mistresses』、そして関連会社のABCスタジオがCBSテレビジョン・スタジオと共にCWテレビジョンネットワークのために制作した『リンガー 〜2つの顔〜』などの番組でプライムタイム・ソープオペラの様式を活性化させるようになった。従来のソープオペラとは異なるが、これらの番組は高いドラマ性にユーモアを兼ね備えて幅広い視聴者にアピールすることができ、定義上ソープオペラであると言える。これらのヒットにより、NBCは『HEROES』、『Friday Night Lights』などの連続ドラマを開始した。2006年9月、FOXの姉妹局であり新興のマイネットワークTVはプライムタイムにソープオペラと類似したジャンルであるテレノベラの制作を開始したが、低視聴率により2007年8月、に終了した。
2012年6月13日、ケーブルテレビ局TNTにて『ダラス』1978年版の続編『Dallas』の放送を開始したが、3シーズン放送した後、2014年に打ち切られた。当初は高視聴率であったが、放送中途でスター俳優ラリー・ハグマンが亡くなると視聴率は低下していった。2012年、ニック・アット・ナイトは他のプライムタイム・ソープオペラのような週1日でなく、月曜から金曜の週5日、昼放送のソープオペラと類似した様式のプライムタイム・ソープオペラ『Hollywood Heights』を放送した。この番組はメキシコのテレノベラ『Alcanzar una estrella』のリメイクであったが、通常100万人未満という低視聴率により姉妹ケーブル局のティーンニックに移行して残りのエピソードを放送した。
2015年、FOXはプライムタイムにレコード会社の家族間の権力闘争を中心とする音楽ドラマ『Empire 成功の代償』を放送開始した。リー・ダニエルズとダニー・ストロングの制作で放送開始と同時に高視聴率を獲得し、テレンス・ハワードとタラジ・P・ヘンソンはアカデミー賞にノミネートされた。この番組はウィリアム・シェイクスピアの『リア王』、ジェイムス・ゴールドマンの『冬のライオン』、1990年代のソープオペラ『ダイナスティ』など他の作品から強く影響を受けている。同年、テレビ局E!は『ダイナスティ』に着想を得たイギリス王室の架空の一家のドラマ『The Royals』の放送を開始した。『ダイナスティ』で主演したジョーン・コリンズが女王の母親役を演じている。2015年9月27日、ABCは現代のノースダコタ州ウィリストンの石油ブームに乗じてひと儲けしようとする若いカップルを描いたプライムタイム・ソープオペラ『Blood & Oil』の放送を開始した。

#### プライムタイム・ソープオペラ一覧
| 番組名                                                       | テレビ局                  | 初回放送日     | 最終回放送日   | シーズン数 | エピソード数           |
| ------------------------------------------------------------ | ------------------------- | -------------- | -------------- | ---------- | ---------------------- |
| 2000 Malibu Road                                             | CBS                       | 1992年8月23日  | 1992年9月9日   | 1          | 6                      |
| 新ビバリーヒルズ青春白書 90210                               | The CW                    | 2008年9月2日   | 2013年5月13日  | 5          | 114 (List of episodes) |
| アーミー・ワイフ Army Wives                                  | Lifetime                  | 2007年6月3日   | 2013年6月9日   | 7          | 117 (エピソード一覧)   |
| Bare Essence                                                 | NBC                       | 1983年2月15日  | 1983年6月13日  | 1          | 11                     |
| Beacon Hill                                                  | CBS                       | 1975年8月25日  | 1975年11月4日  | 1          | 13                     |
| Berrenger's                                                  | NBC                       | 1985年1月1日   | 1985年3月16日  | 1          | 12                     |
| ビバリーヒルズ高校白書/青春白書 Beverly Hills, 90210         | Fox                       | 1990年10月4日  | 2000年5月17日  | 10         | 293 (List of episodes) |
| Blood & Oil                                                  | ABC                       | 2015年9月27日  | 2015年12月13日 | 1          | 10 (List of episodes)  |
| ブラザーズ&シスターズ Brothers & Sisters                     | ABC                       | 2006年9月24日  | 2011年5月8日   | 5          | 109 エピソード一覧)    |
| Central Park West                                            | CBS                       | 1995年9月13日  | 1996年6月28日  | 2          | 21 (List of episodes)  |
| ダラス Dallas (1978年)                                       | CBS                       | 1978年4月2日   | 1991年5月3日   | 14         | 357 (List of episodes) |
| Dallas (2012年)                                              | TNT                       | 2012年6月13日  | 2014年9月22日  | 3          | 40 (List of episodes)  |
| Dark Shadows (1991年)                                        | NBC                       | 1991年1月13日  | 1991年3月22日  | 1          | 12 (List of episodes)  |
| ドーソンズ・クリーク Dawson's Creek                          | The WB                    | 1998年1月20日  | 2003年5月14日  | 6          | 128 (List of episodes) |
| Deception                                                    | NBC                       | 2013年1月7日   | 2013年3月18日  | 1          | 11 (List of episodes)  |
| デスパレートな妻たち Desperate Housewives                    | ABC                       | 2004年10月3日  | 2012年5月13日  | 8          | 180 (エピソード一覧)   |
| デビアスなメイドたち Devious Maids                           | Lifetime                  | 2013年6月23日  | 2016年8月8日   | 4          | 49 (List of episodes)  |
| ダイナスティ Dynasty (1981年)                                | ABC                       | 1981年1月12日  | 1989年5月11日  | 9          | 220 (List of episodes) |
| Dynasty (2017)                                               | The CW                    | 2017年10月11日 | 放送中         | 3          | 64 (List of episodes)  |
| Empire 成功の代償 Empire                                     | Fox                       | 2015年1月7日   | 2020年4月21日  | 6          | 97 (List of episodes)  |
| Falcon Crest                                                 | CBS                       | 1981年12月4日  | 1990年5月17日  | 9          | 227 (List of episodes) |
| Faraway Hill                                                 | Dumont Television Network | 1946年10月2日  | 1946年12月18日 | N/A        | N/A                    |
| Flamingo Road                                                | NBC                       | 1980年5月12日  | 1982年5月4日   | 2          | 38 (List of episodes)  |
| Filthy Rich                                                  | Fox                       | 2020年秋       | 放送中         | 1          | N/A (List of episodes) |
| Friday Night Lights                                          | NBC                       | 2006年10月3日  | 2011年2月9日   | 5          | 76 (List of episodes)  |
| GCB                                                          | ABC                       | 2012年3月4日   | 2012年5月6日   | 1          | 10 (List of episodes)  |
| Glitter                                                      | ABC                       | 1984年9月13日  | 1984年12月25日 | 1          | 14                     |
| ゴシップガール Gossip Girl                                   | The CW                    | 2007年9月19日  | 2012年12月17日 | 6          | 121 (List of episodes) |
| Grand Hotel                                                  | ABC                       | 2019年6月17日  | 2019年9月9日   | 1          | 13 (List of episodes)  |
| グレイズ・アナトミー 恋の解剖学 Grey's Anatomy               | ABC                       | 2005年3月27日  | 放送中         | 16         | 363 (エピソード一覧)   |
| Harold Robbins' The Survivors                                | ABC                       | 1969年9月22日  | 1970年9月17日  | 1          | 15 (List of episodes)  |
| Hollywood Heights                                            | Nick at Nite/TeenNick     | 2012年6月18日  | 2012年10月5日  | 1          | 80 List of episodes    |
| If Loving You Is Wrong                                       | Oprah Winfrey Network     | 2014年9月9日   | 2020年6月16日  | 5          | 102 (List of episodes) |
| King's Crossing                                              | ABC                       | 1982年1月16日  | 1982年2月7日   | 1          | 10                     |
| Knots Landing                                                | CBS                       | 1979年12月29日 | 1993年5月13日  | 14         | 344 (List of episodes) |
| Malibu Shores                                                | NBC                       | 1996年3月9日   | 1996年6月1日   | 1          | 10                     |
| メルローズ・プレイス Melrose Place (1992年)                  | Fox                       | 1992年7月8日   | 1999年5月24日  | 7          | 226 (List of episodes) |
| Melrose Place (2009年)                                       | The CW                    | 2009年9月8日   | 2010年4月13日  | 1          | 18 (List of episodes)  |
| Mistresses                                                   | ABC                       | 2013年6月3日   | 2016年9月6日   | 4          | 52 (List of episodes)  |
| Models Inc.                                                  | Fox                       | 1994年6月29日  | 1995年3月6日   | 1          | 29                     |
| ナッシュビル Nashville                                       | ABC/CMT                   | 2012年10月10日 | 2018年7月26日  | 6          | 124 (List of episodes) |
| North Shore                                                  | Fox                       | 2004年6月14日  | 2005年1月13日  | 1          | 21                     |
| Our Private World                                            | CBS                       | 1965年5月5日   | 1965年9月10日  | 1          | 38                     |
| Pacific Palisades                                            | Fox                       | 1997年4月9日   | 1997年7月30日  | 1          | 13 (List of episodes)  |
| Paper Dolls                                                  | ABC                       | 1984年9月23日  | 1984年12月25日 | 1          | 14                     |
| サンフランシスコの空の下 Party of Five                       | Fox                       | 1994年9月12日  | 2000年5月3日   | 6          | 142 (List of episodes) |
| Pasadena                                                     | Fox                       | 2001年9月28日  | 2001年11月2日  | 1          | 13                     |
| ペイトンプレイス物語 Peyton Place                            | ABC                       | 1964年9月15日  | 1969年6月2日   | 5          | 514                    |
| プライベート・プラクティス 迷えるオトナたち Private Practice | ABC                       | 2007年9月26日  | 2013年1月22日  | 6          | 111 (List of episodes) |
| Push                                                         | ABC                       | 1998年4月6日   | 1998年8月6日   | 1          | 8                      |
| リベンジ Revenge                                             | ABC                       | 2011年9月21日  | 2015年5月15日  | 4          | 89 (List of episodes)  |
| リンガー 〜2つの顔〜 Ringer                                  | The CW                    | 2011年9月13日  | 2012年4月17日  | 1          | 22 (List of episodes)  |
| Saints & Sinners                                             | Bounce TV                 | 2016年3月6日   | 放送中         | 4          | 32 (List of episodes)  |
| Savannah                                                     | The WB                    | 1996年1月21日  | 1997年2月24日  | 2          | 34 (List of episodes)  |
| スキャンダル 託された秘密 Scandal                            | ABC                       | 2012年4月5日   | 2018年4月19日  | 7          | 124 (エピソード一覧)   |
| Secrets of Midland Heights                                   | CBS                       | 1980年12月6日  | 1981年1月24日  | 1          | 8                      |
| STAR 夢の代償 Star                                           | Fox                       | 2016年12月14日 | 2019年5月8日   | 3          | 48 (List of episodes)  |
| The Catlins                                                  | Superstation TBS          | 1983年4月1日   | 1985年5月31日  | N/A        | 555                    |
| The Colbys                                                   | ABC                       | 1985年11月20日 | 1987年3月26日  | 2          | 49 (List of episodes)  |
| The Hamptons                                                 | ABC                       | 1983年7月27日  | 1983年8月24日  | 1          | 5                      |
| The Haves and Have Nots                                      | OWN                       | 2013年5月23日  | 放送中         | 7          | 180 (List of episodes) |
| The Monroes                                                  | ABC                       | 1995年9月12日  | 1995年10月19日 | 1          | 13                     |
| The O.C.                                                     | Fox                       | 2003年8月5日   | 2007年2月22日  | 4          | 92 (List of episodes)  |
| The Oval                                                     | BET                       | 2019年10月23日 | 放送中         | 1          | 25 (List of episodes)  |
| The Round Table                                              | NBC                       | 1992年9月18日  | 1992年10月16日 | 1          | 9                      |
| The Royals                                                   | E!                        | 2015年3月15日  | 2018年5月13日  | 4          | 40 (List of episodes)  |
| The Yellow Rose                                              | NBC                       | 1983年10月2日  | 1984年5月12日  | 1          | 22 (List of episodes)  |
| Titans                                                       | NBC                       | 2000年10月4日  | 2000年12月18日 | 1          | 13                     |
| W.E.B.                                                       | NBC                       | 1978年9月13日  | 1978年10月5日  | 1          | 5                      |

### テレノベラ
連続メロドラマの短縮形であるテレノベラはテーマの面、そして特に様式の面においてソープオペラと類似しており、「スペイン語話者のソープオペラ」と呼ばれる。両者の大きな違いは放送期間の長さである。放送開始時、ソープオペラは通常終了時期を限定しないが、テレノベラは1年または2年でストーリーが完結するようになっており、よりストーリーが簡潔である。
成長し続けるアメリカのスペイン語話者の市場において、スペイン語テレビ局のユニビジョンやテレムンドのテレノベラはヒットしている。オリジナルのドラマとラテンアメリカから輸入されたドラマの双方とも昼放送、夜放送ともに人気であり、時々英語のテレビ局の視聴率をしのぐほどである。2020年代より、トルコのドラマも輸入している。

### オンライン
『Degrassi: In Session』や『Venice: The Series』などがオンラインの連続ドラマとして放送されている。2013年、制作会社のプロスペクト・パークは『オール・マイ・チルドレン』や『ワン・ライフ・トゥ・リヴ』の放送をオンラインで復活させ、オリジナルの制作者のアグネス・ニクソンを顧問とし、多くの出演者を保持した。2011年にABCが打ち切りにした両番組の権利を数か月後にプロスペクト・パークが買い取ったが、同年終盤、俳優組合等から同意が得られず制作を中止していた。当初、週に1度の1時間番組であったが、すぐに週2回の30分番組に変更になった。プロスペクト・パークとABCの訴訟の最中、これらの番組は再度打ち切りとなった。

## トルコ
2017年現在、トルコは2番目に大きいソープオペラ輸出国となっている。2016年、トルコのテレビ局は3億5千万ドルを獲得し、アメリカに続くソープオペラ輸出大国となった。トルコのソープオペラはアジア、バルカン半島、東ヨーロッパ、ラテンアメリカ、中東、アフリカなど広くファンがいる。

## イギリス
イギリスのソープオペラはラジオで始まったため、BBCと関連がある。ソープオペラはイメージに反するとして抵抗があったが、1941年4月に第二次世界大戦でイギリスに代わってアメリカが介入することを促進するため北米短波放送で『Front Line Family』の放送を始めた。1950年5月、BBCラジオでソープオペラ『The Archers』の放送が開始し、1951年から全国的に放送され、世界最長のラジオ・ソープオペラとなった。近年でもBBCラジオ4で放送され、500万人の聴取者がおり、夕方のイギリスのラジオ聴取者の約25パーセントを占めている。
イギリスにおいて、ソープオペラは最も人気のジャンルの1つで、プライムタイムに放送される最も多いジャンルである。イギリスのソープオペラの多くは労働階級の日常に焦点を当て、キッチンシンク・ドラマの慣例の影響を受けている。イギリスで最も人気のあるソープオペラは『コロネーション・ストリート』、『イーストエンダーズ』、『Emmerdale』、『Hollyoaks』、『Doctors』、そしてオーストラリア制作の『ネイバーズ』、『ホーム・アンド・アウェー』などである。うち最初の3作はイギリスのテレビ史上常に高視聴率となっている。イギリスのソープオペラの人気は高く、エリザベス2世を含むイギリス王室の方々にも人気があると報じられている。ワールドカップへのイングランドの出場、ダイアナ元妃の死など、イギリスでの実際の出来事などがストーリーに言及されることも多い。1999年以降、ブリティッシュ・ソープ・アワードがITVで放送されている。

1986年、『イーストエンダーズ』のクリスマスのエピソードは当時の人口の半分以上である3,015万人が視聴し、イギリスのソープオペラ史上最高視聴率となった。ただしこの数値はオリジナル放送を視聴した1,900万人以上と、日曜放送のオムニバス放送を視聴した1,000万人を合わせたものである。これにより、このエピソードが単一チャンネルでの放送でイギリスのテレビ史上最高の視聴率となっている。イギリスのテレビ史上、1966年に3,230万人が視聴したワールドカップ決勝戦、1997年にBBCワンとITVで3,210万人が視聴したダイアナ妃の葬儀に続き3番目に高い視聴率である。

### テレビ
初期の連続テレビドラマはBBCの『The Grove Family』で1954年から1957年の間に148エピソード制作された。生放送で、その録画はわずかしか残っていない。初めて週2回放送された番組はITVの『Emergency - Ward 10』で、1957年から1967年まで放送された。
1960年代、『コロネーション・ストリート』がイギリスのテレビに革命を起こし、すぐにイギリスの定番となった。2010年9月17日、世界最長ロングランのソープオペラのテレビ番組となり、ギネス世界記録に認定された。BBCは他に、女性誌のスタッフを描いた『Compact』、小さな街に工場を建てる大企業による混乱を描いた『The Newcomers』、フットボール・チームを描いた147エピソードの『United!』、上流社会を描き18エピソードで打ち切りとなった『199 Park Lane』(1965年)などを制作した。いずれの番組も『コロネーション・ストリート』ほどのインパクトは残さなかった。1960年代のBBCの連続テレビドラマのほとんどが残っていない。
1960年代、『コロネーション・ストリート』の主な競合番組は1964年に放送開始した『Crossroads』で、ITVにて毎日夕方に放送していた。『Crossroads』はバーミンガムのモーテルを舞台にし、番組自体は人気があったが、技術面の低さ、演技の稚拙さから嘲笑されており、1980年代までに視聴率も下降し始めた。出演者の変更、モーテルから周辺地域への舞台の変更など再起をはかったが、どれもうまくいかなかった。1988年に打ち切りとなったが、2001年から2003年、新版『Crossroads』が制作された。
『コロネーション・ストリート』の後期の競合番組は1972年に放送開始したITVの昼放送の『Emmerdale Farm』でヨークシャーを舞台にしていた。のちに題名は『Emmerdale』に変更になった。1980年代にプライムタイムに移行してから視聴率が上がった。
1974年10月からBBCで放送された『Pobol y Cwm』(People of the Valley)はウェールズ語の番組で、BBC制作のソープオペラで最長ロングラン番組である。1974年から1982年、BBCウェールズで放送されていたが、1982年11月に開局したウェールズ語放送局S4Cに移行した。1970年代中期から後期、地域限定でロンドンのBBC1で放送することもあった。1994年、BBC2で英語字幕ありでイギリスの他の地域で短期間放送された。S4Cにおいて、毎週最高視聴率を記録していた。

### 1980年代
イギリスでは事実上昼間のテレビ放送がなかったため、1970年代まで昼放送のソープオペラはなかった。ITVは『General Hospital』イギリス版を放送し、のちにプライムタイムに移行した。1980年、スコットランドにて『Take the High Road』の放送を開始し、20年以上続いた。その後『The Sullivans』(1977年よりITVにて)、『The Young Doctors』(1982年より)、『Sons and Daughters』(1983年より)、『A Country Practice』(1982年より)、『Richmond Hill』(1988年から1989年)などのオーストラリア制作のソープオペラが流入し、昼間に放送された。1986年、BBCが『ネイバーズ』を獲得し、1989年、ITVが『ホーム・アンド・アウェー』の放送を開始した。この2作は大ヒットして夕方に移行し、1980年代後期、イギリスでソープオペラ・ブームが開始した。
1982年、チャンネル4が開局し、リバプールを舞台にしたオリジナルのソープオペラ『Brookside』を開始し、以降約10年間でソープオペラが再定義された。『Brookside』の焦点はイギリスの以前のソープオペラとは異なっていた。労働階級を舞台にしていた『コロネーション・ストリート』や『Emmerdale』と異なり、新たなクルドサックに住む中流階級を舞台にしていた。『Brookside』の登場人物は一般的に都心の公営住宅から進出した、あるいは苦難を迎えた上位中産階級の人々である。平日は午後8時または8時半、土曜のオムニバスは午後5時と、イギリスが定める視聴年齢層の分岐点より早いが、当時他のソープオペラより自由度が高く、台詞にはよく汚い言葉が含まれていた。この時期、テレビ局の方針が全般的により自由であったことが起因している。またこの番組は非常に政治的であった。英雄的資質に欠ける好戦的な労働組合員であるボビー・グラント(リッキー・トムリンソン)が最も明らかな政治的登場人物であった。ストーリーは他のソープオペラより煽情的なものが多く、レイプなど暴力的なシーンが多かった。ちなみにイギリスのソープオペラ史上、道路上で方位射撃が行なわれたのは2回のみである。
1985年、BBCの『イーストエンダーズ』が放送開始しすぐに視聴者や批評家から好評で、エピソード1は1,700万人以上が視聴した。1986年、クリスマスのエピソードはクイーン・ヴィクトリアの家主であるデン・ワッツ(レスリー・グランサム)が妻アンジー(アニタ・ドブソン)に離婚届を渡すストーリーが含まれ、3,015万人が視聴した。
1984年10月、深夜放送の草分けとして成功したヨークシャー・テレビジョンが、1979年から1986年にオーストラリアで放送されたカルト・ソープオペラ『Prisoner』の放送を開始した。最終的に、『Prisoner: Cell Block H』という題名で、時間帯は異なるがイギリスの全地域で放送された。通常午後11時に放送されたが、10時半より前に放送された地域はなかった。1987年から1991年の週3回セントラル・テレビジョンで放送されたイギリス中部で最も人気があったとされる。イギリスでの放送は地域によってずれていたため進度も異なった。エピソードごとに全地域の視聴者数を合計すると通常1千万人が視聴しており、大ヒットした。セントラル・テレビジョンはファンの要望に応えて最初の95エピソードを再放送した。その後ライバル局のチャンネル5は再放送権を獲得し、1997年から再放送全エピソードを放送した。イギリスで全692エピソードを収録したDVDがリリースされた。

### 1990年代
1992年、BBCは『イーストエンダーズ』と1日交替の『Eldorado』を制作した。しかし大きく批判され、1年で終了した。にもかかわらず、イギリスのテレビ放送枠でソープオペラは増えていった。1995年、チャンネル4は若年層に焦点を当てたソープオペラ『Hollyoaks』の放送を開始した。1997年3月、チャンネル5が開局すると、月曜から金曜までソープオペラ『Family Affairs』の放送を開始した。
『Brookside』は1980年代の政治的ストーリーを徐々に終了し、1990年代、ストーリーの根本的な部分を発展させていき、児童虐待、近親相姦、カルト宗教、薬物中毒などの問題や扇動的なストーリーに移行していった。1993年から1995年の「body under the patio」のストーリーが有名になり、900万人が視聴して番組史上最高視聴率となった。
『コロネーション・ストリート』と『Brookside』はオリジナル・ビデオのリリースも開始した。『コロネーション・ストリート』は海外ロケであったが、おおむね進度や様式も通常のエピソードに合わせていた。『Brookside』はいつも通りのロケで撮影されたが、ストーリーは視聴年齢層の分岐点より早い時間帯には放送できない部分が含まれ18禁となった。
1989年、『Emmerdale Farm』は『Emmerdale』に改題した。1993年、改訂が加えられ、ジェット旅客機の航空事故で村の半分が被害を受け、複数の登場人物が亡くなったことになるなど多くの変更が行なわれた。パンアメリカン航空103便爆破事件5周年近くに放送され、大いに批判された。このストーリーは番組史上最高の1,800人が視聴した。この改訂が功を奏し、『Emmerdale』の人気は高まった。
1990年代を通して、『Brookside』、『コロネーション・ストリート』、『イーストエンダーズ』、『Emmerdale』はヒットし続けた。各番組とも週の放送エピソードを1回以上増やし、イギリスのテレビ界においてソープオペラが代表的なジャンルであることが決定的になった。

### 2000年代
2000年以降、新しいソープオペラ番組が制作され続けた。2000年3月、BBCワンにて昼放送の連続ドラマ『Doctors』が放送開始し、その後、『ネイバーズ』の放送が開始した。2002年、スコットランドの連続ドラマ『High Road』(旧『Take The High Road』)の視聴率が下降し続け、BBCスコットランドは『River City』の放送を開始してヒットし、2003年に打ち切りとなった『High Road』の実質的後任となった。2003年11月、21年のロングランとなった『Brookside』が放送終了し、『Hollyoaks』がチャンネル4の看板番組となった。
2001年、カールトン・テレビジョンによりITVのために制作された新版『Crossroads』は出演者のほとんどが新しくなったが、視聴率が振るわず、2003年に打ち切りとなった。2001年、ITVはさらに夕方の新番組『Night and Day』を開始したが、低視聴率により深夜帯へ移行し、その後2003年に打ち切りとなった。『Family Affairs』は人種差別的な『Hollyoaks』とは異なっていたが、視聴率が振るわず何度も出演者が大きく変更され、様式やロケ地も変更された。2004年までにこれまで以上のファンを獲得し、受賞もしていたが、2005年終盤打ち切りとなった。
2008年、ITVは1960年代のヒット・ドラマ『The Royal Today』のスピンオフで毎日放送される『The Royal Today』を開始した。数日後、ソープオペラのパロディ番組『Echo Beach』が姉妹番組のコメディ『Moving Wallpaper』と共に放送開始した。『Echo Beach』および『The Royal Today』は低視聴率により1シーズン放送後に終了した。2004年、BBCエイジアン・ネットワークにてソープオペラのラジオ番組『Silver Street』が開始したが、2010年、低視聴率および批判により打ち切りとなった。

### フォーマット
長年、イギリスのソープオペラは週2夜のみの放送であった。1960年代に開始したオリジナル版『Crossroads』は平日毎日放送されていたが、のちに週の放送回数が減らされた。
1989年、『コロネーション・ストリート』の週3回の放送が始まった。1996年、週4回に拡大した。
1982年、『Brookside』の週2回放送が始まった。1990年、週3回に拡大した。
1994年に『イーストエンダーズ』、1997年に『Emmerdale』が週の放送回数を拡大した。
1997年、『Family Affairs』の週5回の放送が開始した。
2004年、『Emmerdale』の週6回の放送が開始した。
2008年1月、ITVネットワークの再編が行なわれ、『コロネーション・ストリート』と『Emmerdale』の日曜放送が休止となった。『コロネーション・ストリート』は日曜放送の代わりに金曜夜8時半に放送することとなった。『Emmerdale』の火曜放送は1時間番組に拡大し、『イーストエンダーズ』と直接の競合番組となった。2009年7月、これらの番組編成はさらに変更となった。2009年7月23日、『コロネーション・ストリート』は49年間続いた水曜放送を木曜夜に移行した。『Emmerdale』は火曜放送が30分番組に戻り、他の30分放送枠は木曜夜に移行した。その後『コロネーション・ストリート』は水曜放送に戻り、月水金の放送は夜7時半から8時半までとなった。『Emmerdale』は平日放送は木曜が午後8時、それ以外は午後7時からとなった。
のちに『コロネーション・ストリート』は週5エピソード、2002年から月曜夜は2エピソードを放送するようになった。
2016年6月、2017年終盤から『コロネーション・ストリート』は週6エピソードを放送することが発表された。
『Doctors』は週5エピソードを放送し、イギリスで週末の1週間の総集編を放送しない唯一のソープオペラとなった。『Hollyoaks』は週5エピソードを放送した。オーストラリアの『ネイバーズ』は週5エピソードを放送した。2019年現在、『イーストエンダーズ』は週5エピソードを放送している。
イギリスのソープオペラはスタジオにて複数のカメラでビデオテープで収録されている。初期の頃、『コロネーション・ストリート』と『Emmerdale』はロケ地撮影で16mmフィルムを使用していた。1980年代以降、イギリスのソープオペラは各エピソードに風景シーンを盛り込むようになった。これらのシーンは舞台となっている地域の屋外に建てられたセットにてビデオテープで撮影されている。
『Hollyoaks』および『Family Affairs』は高精細度ビデオで収録し、フィルム化している。

## オーストラリア
オーストラリアには非常に多くのソープオペラ番組があり、うちいくつかはイギリス、ニュージーランド、および他の国々でカルト的人気がある。オーストラリアのソープオペラ番組の多くは夕方または夜に放送されている。毎週2時間または2時間半分が制作され、週に30分番組が4回または5回、あるいは1時間番組が2回放送される。
様式的に、これらの連続ドラマはほとんどスタジオにて複数のカメラでビデオテープ撮影されるなど、イギリスのソープオペラと非常に類似している。当初、オーストラリアのソープオペラは全てスタジオで撮影されていた。1970年代、時々屋外のシーンが挿入されるようになった。その後、屋外での撮影が一般的になり、1970年代終盤より、海外の視聴者にロケ地の魅力や異国情緒を伝えることができるロケ地撮影シーンの挿入が定番となった。オーストラリアのソープオペラの多くは中流階級の様々な年齢層の登場人物で、カフェ、海岸、ワインバー、学校など様々な場所で人々が出会い交流する様子が描かれることが多い。

### 初期のソープオペラ
オーストラリアのソープオペラはアメリカやイギリスと同様にラジオ番組から始まった。1942年から5年間、『Big Sister』は女優テルマ・スコットが主演し、オーストラリア全土で放送された。オーストラリアの連続ラジオドラマで最長ロングランのソープオペラはグウェン・メレディス制作の『Blue Hills』とされ、1949年から1976年まで放送された。1956年、オーストラリアでテレビ放送が開始すると、昼放送の連続テレビドラマが開始した。オーストラリア初のソープオペラのテレビ番組は『Autumn Affair』(1958年)で、ラジオ・パーソナリティで『Blue Hills』主演のクイーニー・アシュトンがラジオからテレビへ移行した。セブン・ネットワークにて毎週水曜の15分番組であった。『Autumn Affair』はスポンサー獲得がうまくいかず、156エピソード放送後の1959年に終了した。後番組の『The Story of Peter Grey』(1961年)は平日昼間の15分番組として164エピソード放送された。
オーストラリアの夜放送のソープオペラのテレビ番組で最初のヒット番組は、1967年のオーストラリア放送協会制作による『Bellbird』とされる。夜のニュース番組に続く、地方局の15分番組であった。『Bellbird』はほどほどのヒットであったが、特に地方で着実な視聴者層を形成して10年間放送が続いた。昼放送の『Motel』(1968年)はオーストラリアのソープオペラで初の30分番組となったが、132エピソードという短期間で終了した。

### 1970年代
1972年3月からキャッシュ・ハーモン・テレビジョンのプロデュースによりネットワーク・テンで夜に放送されたメロドラマ『Number 96』がオーストラリアのソープオペラの初の大ヒット作となった。これまでオーストラリアのテレビ番組でほとんど取り扱われなかった、同性愛、不倫、薬物中毒、夫婦間でのレイプ、人種差別などを織り込んでいた。性的なシーン、ヌードが話題となり、コミカルな登場人物の多くがカルト的人気となった。1973年までに『Number 96』は全豪最高視聴率番組となった。1974年、『Number 96』のヒットにより、夜間放送でさらに性的な『The Box』がクロフォード・プロダクションズのプロデュースにより制作された。多くの批評家が『Number 96』より『The Box』の方がより良い脚本でより巧妙な制作と評した。どちらも同じテレビ局で『Number 96』の後に『The Box』が放送された。1974年、『Number 96』は再び全豪最高視聴率番組となり、『The Box』は次点となった。
1974年、レッグ・グランディ・オーガニゼーションは初めてのソープオペラとして、オーストラリア初の10代向けソープオペラ『Class of '74』を制作した。『Number 96』や『The Box』で開放的な描かれ方をしたことに加え、設定が高校であり放送時間帯も早いことから『Class of '74』は放送管理委員会から脚本を精査および全ストーリーを修正された。
1975年までに『Number 96』や『The Box』の視聴率が低下し、性的要素を減らしてコメディ路線に向かった。『Class of '74』は『Class of '75』に改題してスラップスティック・コメディの要素を強めたが、視聴率は低下していき1975年半ばに打ち切りとなった。1975年、キャッシュ・ハーモン・テレビジョンのソープオペラ2作目で夕方放送の『The Unisexers』はヒットせず、3週間で打ち切りとなった。レッグ・グランディ・オーガニゼーションのソープオペラ2作目は昼放送の『Until Tomorrow』で180エピソード放送された。
1971年、『Bellbird』フィーチャー映画版『Country Town』がオーストラリア放送協会の関与なく制作され、『Bellbird』出演者のうちゲイリー・グレイ、テリー・マクダモットの2人が出演した。1974年に『Number 96』、1975年に『The Box』の同名フィーチャー映画版が公開された。オーストラリアでは1975年まで白黒放送だったため、カラーの映画版は斬新に受け止められた。どちらの映画版も当時テレビ版では放送できなかった露骨なヌードが織り込まれた。
1976年11月、レッグ・グランディ・オーガニゼーションの制作によりナイン・ネットワークで『The Young Doctors』の放送が開始した。『Number 96』や『The Box』のような大人向けドラマの要素を避け、より人間関係や恋愛に焦点を当てたものとなった。ヒットしたが、批評家からの称賛は少なかった。1週間後、クロフォード・プロダクションズの制作により同じテレビ局で第二次世界大戦の影響を受けたメルボルンの一家を描いた『The Sullivans』の放送が開始した。『The Sullivans』はヒットし、多くの高評価を得て、様々な賞を受賞した。この間、『Number 96』は再びヌードを取り入れ、複数回全裸シーンが放送され、低下していた視聴率を上げるために出演者の入れ替え、衝撃的なストーリー展開が加えられた。『Bellbird』は60分番組に拡大し、のちに30分番組となった。
1977年、『Bellbird』、『Number 96』、『The Box』はそれぞれ視聴率が低下し、打ち切りとなった。視聴率を上げるために出演者の入れ替えや大災害のストーリーなどを取り入れるなど様々な試みを加えたが、一時的なヒットに過ぎなかった。『The Young Doctors』や『The Sullivans』はヒットし続けた。1977年11月、クロフォード・プロダクションズの制作によりチャンネル・セブンにてポリスプロシーデュアルのソープオペラ『Cop Shop』(1977年–1984年)の放送が開始し、ヒットした。1977年12月上旬、レッグ・グランディ・オーガニゼーションの制作によりチャンネル・テンにて、卒業したばかりの若者たちに焦点を当てた、よりスタンダードなソープオペラ『The Restless Years』(1977年–1981年)の放送が開始した。
『Cop Shop』をヒットさせたセブン・ネットワークは、ナイン・ネットワークの人気トーク番組『The Don Lane Show』に対抗するため、クロフォード・プロダクションズの制作による空港を舞台にした『Skyways』の放送を開始した。1979年7月に開始した『Skyways』は同性愛、夫婦間の問題、不倫、売春、薬物使用および密輸、犯罪、自殺、政治的陰謀、殺人を含む大人向けの内容となっており、ヌードシーンも織り込まれた。しかしほどほどの視聴率に留まり、1981年代半ばに打ち切りとなった。

### 1980年代
レッグ・グランディ・オーガニゼーションの制作によりネットワーク・テンにて女性刑務所のドラマ『Prisoner』(1979–1986)、セブン・ネットワークにてメロドラマ的一族の物語『Sons and Daughters』(1982年–1987年)が放送され大ヒットした。両番組とも初回放送時に高視聴率だっただけでなく、番組終了後の再放送でも異例の高視聴率であった。
1982年後期まで、ナイン・ネットワークにてレッグ・グランディ・オーガニゼーション制作の『The Young Doctors』、クロフォード・プロダクションズ制作の『The Sullivans』の放送が続いた。以降、ナイン・ネットワークはレッグ・グランディ・オーガニゼーション制作の『Taurus Rising』(1982年)、『Waterloo Station』(1983年)、『Starting Out』(1983年)、クロフォード・プロダクションズの制作の『Prime Time』(1986年)など、多くの新たなソープオペラの放送を開始した。 しかしいずれもヒットせず、その多くが数ヶ月で打ち切りとなった。1985年、レッグ・グランディ・オーガニゼーションはセブン・ネットワークにて毎日放送される、郊外を舞台にしたコメディ要素を含む軽快で穏やかなファミリードラマ『ネイバーズ』を制作した。
『ネイバーズ』はメルボルンのHSV-7のスタジオで制作され、メルボルン、ブリスベン、アデレードで高視聴率を獲得したが、チャンネル・テンでヒットしていたゲーム番組『Perfect Match』と同じ夕方5時半に放送されたシドニーでは視聴率が上がらなかった。シドニーのセブン・ネットワーク局ATN-7は低視聴率により『ネイバーズ』への関心をすぐに失った。メルボルンのHSV-7は『ネイバーズ』の放送継続を強く働きかけたが、ATN-7は『ネイバーズ』の放送を打ち切り、シドニーを舞台にした『A Country Practice』、『Sons and Daughters』の放送を続けた。
『ネイバーズ』はセブン・ネットワークで打ち切られた後、すぐにチャンネル・テンに移行し、出演者の入れ替えや脚本の見直しが行なわれ、1986年1月20日夜7時から放送を再開した。当初は視聴率が低迷したが、宣伝活動後に大ヒットし、複数の出演者が国際的大スターとなった。しかし視聴率が下がり、1992年、夕方6時半に移行した。2011年1月、イレブン局に移行し、全豪最長ソープオペラとなった。
1980年代の『ネイバーズ』のヒットにより、チャンネル・セブンの『ホーム・アンド・アウェー』(1988年–放送中)、チャンネル・テンの『Richmond Hill』(1988年)など、類似した郊外の家族や10代の若者が登場するソープオペラが制作された。どちらも人気を博したが、『Richmond Hill』の人気はほどほどで1年で打ち切られ、『E Street』(1989年–1993年)と交代となった。
ナイン・ネットワークは新たなソープオペラをヒットさせようとし続けたが、うまくいかなかった。1990年、ファミリードラマ『Family and Friends』の失敗後、1991年、視聴者獲得のため性的なメロドラマ『Number 96』および『The Box』の路線を踏襲し、より淫靡で過激な『Chances』の放送を開始した。『Chances』はほどほどの視聴率で、深夜帯に移行した。オリジナル・キャストのほとんどを入れ替え、SFやファンタジーのストーリーを加えるなど改訂を加えた。1992年まで深夜帯で放送を続けたが、視聴率低迷により打ち切りとなった。

### 国際化
オーストラリアの複数のソープオペラが海外で大ヒットしている。1980年代半ばよりイギリスにおいて昼間に『The Young Doctors』、『The Sullivans』、『Sons and Daughters』、『ネイバーズ』(のちに夕方に放送)が放送され、大ヒットした。1979年、アメリカにおいてレッグ・グランディ・オーガニゼーションの『Prisoner』の放送が開始して多くの地域で高視聴率を獲得したが、3年で打ち切りとなった。1980年代終盤、イギリスで『Prisoner』が深夜に放送され、カルト的人気を博した。『Prisoner』を基にした演劇作品2作、ミュージカル1作が制作され、全英ツアー公演が行なわれ、多くのスピンオフも制作された。1990年代終盤、イギリスのチャンネル5は『Prisoner』の再放送を行なった。1998年から2005年、チャンネル5は深夜に『Sons and Daughters』の再放送を行なった。1980年代、オーストラリアではアメリカのソープオペラ『ダラス』や『ダイナスティ』のように莫大な予算をかけて全編フィルム撮影で、洗練された『Taurus Rising』や『Return to Eden』を制作した。オーストラリア国内での視聴率は低く、1シーズンのみの放送であったが、どちらも海外への番組販売に成功した。
他に様々なレベルで国際的ヒットした番組は『Richmond Hill』、『E Street』、『Paradise Beach』(1993年–1994年)、『Pacific Drive』(1995年–1997年)などである。実際、『Paradise Beach』と『Pacific Drive』は海外進出を念頭に制作されたものである。チャンネル・セブンの10代向けソープオペラ『ホーム・アンド・アウェー』は『ネイバーズ』と競合するようになり、イギリスで大ヒットした。

### 1990年代以降
2000年から2002年、ABCにおいて小さな田舎町の様々な人物を描いた『Something in the Air』が放送された。
毎日放送される10代向けソープオペラ『ネイバーズ』や『ホーム・アンド・アウェー』のヒットにならい、ネットワーク・テンで『Echo Point』(1995年)および『Breakers』(1999年)が放送された。 若く魅力的な出演者やロケーションを前面に押し出したがロングランとはならず、『ネイバーズ』と『ホーム・アンド・アウェー』がオーストラリアで最もよく知られヒットし続けている番組となっていた。2000年代初頭にはどちらも特別高い視聴率ではなかったが人気は持続していた。2004年までに『ネイバーズ』は毎エピソード100万人弱が視聴していたが、オーストラリアのプライムタイムの番組としては低い数値とされた。しかし2007年3月までに70万人弱まで低下し、出演者、映像の改訂を行ない、この頃追加されたアクション重視の演出をやめ、従来の家族中心のストーリーに回帰した。この時期、『ネイバーズ』と『ホーム・アンド・アウェー』はイギリスで大ヒットを続けていた。海外でのヒットに加え、テレビ局に最小限の国内ドラマ制作を義務付けるオーストラリアの放送法によりどちらの番組も制作を続けていた。どちらの番組ともオーストラリアの3倍の人口のイギリスの方が視聴率が高く、イギリスのテレビ局は制作費を抑えることができた。
『ネイバーズ』と『ホーム・アンド・アウェー』はより若く魅力的でカリスマ性のある出演者を登場させ、裕福だが悲劇的な主人公の登場する魅力的で優れたアメリカのソープオペラと、より年上で地味な登場人物によるより悲劇的で自然なイギリスのソープオペラとの中間地点でヒットを続けていた。『ネイバーズ』と『ホーム・アンド・アウェー』の登場人物はイギリスのソープオペラに比べて圧倒的に若く魅力的で、アメリカの昼放送のソープオペラほど裕福でも魅力的でもなく、その狭間でニッチな需要に適応した。
2004年3月、アメリカのケーブル局オキシゲンで『ネイバーズ』が放送されたが、『オール・マイ・チルドレン』や『ザ・ヤング・アンド・ザ・レストレス』などの高視聴率傑作ソープオペラの放送時間帯と被り、低視聴率で短期間で打ち切りとなった。
2005年11月、チャンネル・セブンで『headLand』の放送が開始した。この番組は『ホーム・アンド・アウェー』のスピンオフとしてイギリスの放送局であるチャンネル・ファイブと共同で制作されることとなっていた。このスピンオフの案はチャンネル・ファイブが手を引き、イギリスではライバル局で放送される可能性が発生し、チャンネル・ファイブは自局で放送する『ホーム・アンド・アウェー』のスピンオフでなく単独の番組とすることを要求した。2005年11月15日、オーストラリアで放送開始したが、視聴率が低迷し、2ヶ月後の2006年1月23日で打ち切りとなった。イギリスではE4とチャンネル・フォーで放送された。2006年7月、ニコロデオンの『H2O:ジャスト・アド・ウォーター』がネットワーク・テンで放送された。『スティーブン・ユニバース』のエピソード「ラブレター」にてコニー(グレイス・ロレック)がこの番組を情熱的なソープオペラと言及した。
イギリスにおいて『ネイバーズ』の放映権がBBCからチャンネル・ファイブに移行し、BBCは代わりにオーストラリアで制作された『Out of the Blue』を放送することとなった。2008年4月28日よりBBC Oneにて平日昼間に放送された。しかし低視聴率により、2008年5月19日よりBBC Twoに移行した。『Out of the Blue』は1シーズンのみで打ち切りとなった。
オーストラリアで『ネイバーズ』は低視聴率が続き、2011年1月11日、チャンネル・テンの新たなデジタル・チャンネルのイレブンに移行した。イギリスのチャンネル・ファイブではまずまずの視聴率があり、2013年3月時点ではまだ番組輸出がされていた。
『ネイバーズ』のイギリスの放送局チャンネル・ファイブは財源の大部分を放送権として支払っており、2022年7月29日、打ち切りとなった。

## ニュージーランド

### テレビ
1971年から1972年の2年間、北の島の林業の街を舞台にした『Pukemanu』がニュージーランドの最初期のソープオペラとして放送され、NZBC初の連続ドラマとなった。1975年から1983年、TVNZ1でソープオペラ『Close to Home』が放送された。マイケル・ヌーナンとトニー・アイザックは『The Governor』の制作を条件に週2回放送の『Close to Home』を制作し、1977年をピークに100万人近くが視聴した。1987年から1990年、連続テレビドラマ『Gloss』が放送された。レッドファーン家が経営する架空の大規模出版社について描かれた。『Gloss』はアメリカのソープオペラ『ダイナスティ』のニュージーランド版アンサー番組として、キャリントン・オイルの家系の代わりに裕福なレッドファーン家とそのオークランド雑誌出版社が登場した。テムエラ・モリソン、ミランダ・ハーコート、ピーター・エリオット、リサ・チャペル、ダニエル・コーマック、ケヴィン・スミスなど多くの俳優たちがこの番組を基点としてニュージーランド、オーストラリア、そして世界中の多くの作品に出演するようになった。1992年より、彼らの多くがTVNZ2で放送のニュージーランドで最も人気のソープオペラとなる『ショートランド・ストリート』に主演することとなった。

### ラジオ
2010年9月、ラジオ・ニュージーランドは初のラジオ・ソープオペラ番組『You Me Now』の放送を開始した。番組ウェブサイトのポッドキャストで聴取することができる。

## カナダ
カナダの英語圏のテレビ局の毎日放送されるソープオペラ番組は少なく、カナダのほとんどのテレビ局およびネット局はアメリカやイギリスから輸入された番組を放送している。カナダ制作の毎日放送された主なソープオペラ番組は『Family Passions』、『Scarlett Hill』、『Strange Paradise』、『Metropia』、『Train 48』、そして海外との共同制作の『Foreign Affairs』である。『Family Passions』はアメリカの昼放送のソープオペラと同様1時間番組で、他は30分番組であった。影響力の高い番組は何年あるいは何十年も続くアメリカやイギリスのソープオペラと違い、毎日放送されるカナダのソープオペラは多くても数シーズンしか放送されない。短期間で終了したソープオペラには『49th & Main』、『North/South』などがある。これらの多くは、国内で制作された番組を一定数放送しなければならないというカナダの放送法に準拠したものである。
カナダのプライムタイムの主なソープオペラには『Riverdale』、『House of Pride』、『Paradise Falls』、『Lance et Compte』(He Shoots, He Scores)、『ハートランド物語』、『Loving Friends and Perfect Couples』、『The City』などがある。若年層向けの『Degrassi』シリーズもソープオペラの要素を含んでいる。
1950年代より、ケベックのフランス語圏のテレビ局にて、「テレロマン」が人気の番組となっている。主なテレロマンには『Rue des Pignons』、『Les Belles Histoires des pays d'en haut』、『Diva』、『La famille Plouffe』、ソープオペラのパロディ『Le Cœur a ses raisons』などがある。

## インド
多くの国で採用されているシーズン制と違い、インドのフィクションのテレビ番組の多くが定期的にソープオペラを放送する傾向にある。1980年代にテレビを購入する人々が増えたことが要因となっている。21世紀初頭、インド文化においてソープオペラは不可欠となった。インドのソープオペラは恋愛と見合い結婚の間での迷いを描くことが多く、そのほとんどに家族のメロドラマが含まれる。またインドのソープオペラは多言語で制作されている。
インドで制作される多くのソープオペラがイギリス、カナダ、アメリカ、ヨーロッパの一部、南アフリカ、オーストラリア、東南アジアなど海外でも放送されている。異なるテレビ局やチャンネルで同じドラマの多言語版を放送するバラジ・テレフィルムズのような企業と共に、大規模な制作チームで大量生産されることが多い。

## ヨーロッパ

### オーストラリアの番組のリメイク
オーストラリアの『The Restless Years』が、1990年にオランダにおいて『Goede tijden, slechte tijden』として、1992年にドイツにおいて『Gute Zeiten, schlechte Zeiten』としてリメイクされた。どちらの題名も英語で「good times, bad times」(良い時もあれば悪い時もある)である。これらのリメイク番組は放送され続けているが、オリジナルのオーストラリアの番組のストーリーとは長らく異なってきている。オランダ版、ドイツ版ともそれぞれの国でソープオペラ最高視聴率を獲得している。
のちのオーストラリアの連続ドラマ『Sons and Daughters』はライセンス契約の上、オリジナルのストーリーや登場人物の外郭を基に、ドイツの『Verbotene Liebe』(1995年–2015年)、スウェーデンの『Skilda världar』(1996年–2002年)、ギリシャの『Apagorevmeni agapi』(1998年)、イタリアの『Cuori Rubati』(2002年–2003年)、クロアチアの『Zabranjena ljubav』(2004年–2008年)の5作のリメイクが制作された。『The Restless Years』、『Sons and Daughters』ともオーストラリアのレッグ・グランディ・オーガニゼーションによる制作番組であった。
他に1989年から1993年、オーストラリアのネットワーク・テンで放送された『E Street』もヨーロッパ向けに制作され、1995年に1989年のエピソードの脚本を基にドイツにおいて37エピソードの『Westerdeich』("Westside")が制作された。また1993年から2008年、ベルギーにおいて『Wittekerke』("Whitechurch")としてリメイクが放送された。

### ノルウェー
1998年から2017年、ノルウェーのTV2にてソープオペラ『ホテル・カエサル』が放送され、スカンジナビアで最長ロングランのテレビドラマとなった。輸入番組で人気だったのはTV6で放送された『デイズ・オブ・アワ・ライブス』、TNTで放送された『ザ・ボールド・アンド・ザ・ビューティフル』、TV2で放送された『ホーム・アンド・アウェー』で、全て字幕放送であった。

### オランダ
オランダのソープオペラには『Goede tijden, slechte tijden』(1990年–放送中)、『Onderweg naar Morgen』(1994年–2010年)、『Goudkust』(1996年–2001年)などがある。2016年、『Goede tijden, slechte tijden』のスピンオフ『Nieuwe Tijden』がRTLで放送開始したが、2018年に打ち切りとなった。オランダで最も著名なソープオペラである『Goede tijden, slechte tijden』の視聴率は徐々に低下してきている。しかしストリーミングでの視聴率は上昇しており、RTLは2023年のシーズンまで制作を続けることを決定した。アメリカの昼放送のソープオペラ『アズ・ザ・ワールド・ターンズ』および『ザ・ボールド・アンド・ザ・ビューティフル』がオランダでも放送され、1990年に放送開始した『アズ・ザ・ワールド・ターンズ』はオランダ語の字幕が付けられた。

### ドイツ
1980年代、西ドイツのテレビ局はアメリカの昼およびプライムタイムのソープオペラを放送してヒットし、その後Das Ersteがドイツ版『コロネーション・ストリート』とされる初のオリジナルの週一度のソープオペラ『Lindenstraße』を制作した。他の国々の番組と同様、当初の評価は低かったが、最終的に毎週1,300万人近くが視聴して批評家たちの誤りを証明した。この番組のヒットに関わらず、1992年のドイツ初の毎日放送する『Gute Zeiten, schlechte Zeiten』までソープオペラは制作されなかった。当初の評価同様に視聴率は低迷したが、RTLは初のソープオペラ番組に機会を与えた結果、視聴率は上昇し2002年までに700万人が視聴するようになった。『Gute Zeiten, schlechte Zeiten』の後、Das Ersteは週2回『Marienhof』を放送した。
毎日放送されるドイツ初のソープオペラがヒットし、制作会社Grundy UfaはRTLで放送される新たなソープオペラの制作を希望した。『GZSZ』と同様、プロデューサーのレッグ・ワトソンによるオーストラリアのソープオペラの様式を基にするつもりであった。しかしRTLは、生き別れの男女の双子が20年後に血の繋がりを知らずに対面して恋に落ちるというようなストーリーを好まなかった。その後、Das Ersteがこのプロジェクトを引き継ぎ、1995年1月2日から『Verbotene Liebe』として放送開始した。『Verbotene Liebe』放送開始と共に、『Marienhof』は毎日放送されるようになった。1994年、RTLはGrundy Ufa制作の『Unter uns』の放送を開始した。
ZDFはカナダと事業契約し、ゴードン・トムソン、ロスコ―・ボーン、ディートマー・ショーハー、若手俳優ヘイデン・クリステンセンなどが主演し、短期間で終了した『Family Passions』を共同で制作した。1994年12月5日から昼間に、全130エピソードが放送された。打ち切り後、ZDFは『Jede Menge Leben』の放送を開始した。『Freunde fürs Leben』、『Forsthaus Falkenau』、『Unser Lehrer Doktor Specht』の3番組とクロスオーバーしてさえも、『Jede Menge Leben』は313エピソードで打ち切りとなった。オーストラリアの『ネイバーズ』のヒットにより、Sat. 1もソープオペラに参入を試みたが、ドイツのテレビ局では昼の放送枠はほとんどトーク番組で埋まっており、1995年に断念した。Sat. 1はまず家族の物語『So ist das Leben! Die Wagenfelds』を放送し、次に『Geliebte Schwestern』を放送したが失敗に終わった。RTL IIは『Alle zusammen – jeder für sich』を放送したが短期間で終了した。
1998年9月4日、ベルリン近郊の架空の寄宿制学校の10代のグループの生活に焦点を当てた10代向けソープオペラ『Schloss Einstein』の放送が開始した。2014年7月現在、ドイツのテレビ番組では珍しく17シーズン、825エピソードが放送され、2015年からシーズン18が放送された。
1999年、『Gute Zeiten, schlechte Zeiten』、『Marienhof』、『Unter uns』、『Verbotene Liebe』がヒットし、プロジーベンはスペインのマヨルカ島を舞台にした『Mallorca – Suche nach dem Paradies』を放送した。9ヶ月後、低視聴率および高い制作費により打ち切りとなった。視聴率は上がってきていたのだが、朝に放送されたこの番組は終了した。しかしクラシック・カルトとして、この200エピソードが度々再放送されている。
2006年、『Gute Zeiten, schlechte Zeiten』の前の時間帯に『Alles was zählt』が放送され、Grundy Ufa制作の毎日放送されるソープオペラで最後のヒット番組となった。ドイツで自身のテレノベラが制作されるようになると、ソープオペラの視聴率は下降していった。2009年、『Unter uns』は打ち切られそうになったが、制作費削減を行ない、オリジナル・キャストのHolger Franke演じるWolfgang Weigelの死および演者の解雇で話題を呼び、2010年初頭には視聴率が急上昇した。『Unter uns』は難を逃れてから、Das Ersteはソープオペラのラインナップを見直した。30分番組の『Marienhof』はストーリー、制作の両面で複数の問題を抱えていた。数ヶ月立て直しを図ったが、2011年6月、打ち切りとなった。『Verbotene Liebe』も打ち切られそうになったが、変更を加えて2010年と2010年の制作を取り付けた。その後、『Marienhof』の打ち切り後に45分に拡大し、Das Ersteはラインナップを改訂するかどうか決めようとした。
2015年6月の『Verbotene Liebe』の低視聴率による打ち切り後、ソープオペラは『Gute Zeiten, schlechte Zeiten』、『Unter uns』、『Alles was zählt』の3番組のみが毎日放送されており、テレノベラの『Sturm der Liebe』および『Rote Rosen』はシーズンごとに主役が代わり、メディアからソープオペラと認識されている。

### ベルギー

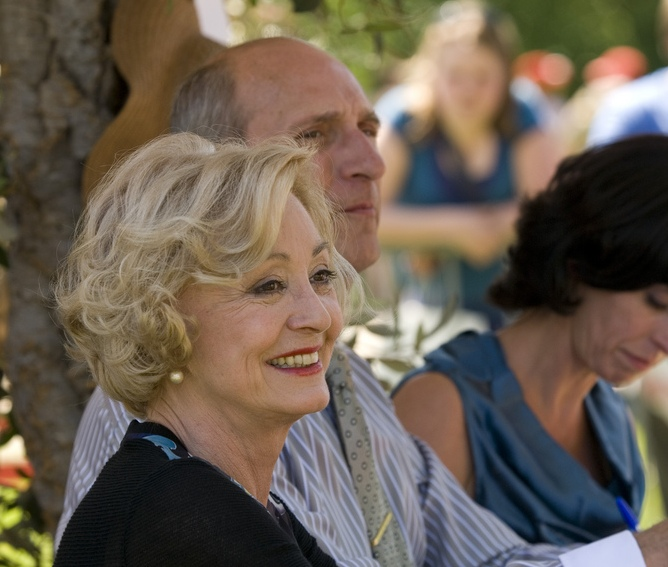
ベルギーのソープオペラ『Thuis』主演女優Leah Thys。後ろには共演者のPeter Rouffaer

ベルギーにおいて、プライムタイムに放送される『Thuis』("Home")および『Familie』("Family")の2番組が主要なソープオペラ番組とされている。ベルギー内のオランダ語圏フランドルでソープオペラが非常に人気となっている。1991年終盤、30分番組『Familie』の放送が開始し、6,700エピソード以上が放送され、イギリス以外のヨーロッパで最多エピソードとなっている。最高視聴率のソープオペラは1995年終盤からéénで放送されている『Thuis』である。『Thuis』は通常100万人が視聴し、ベルギーで最も高い視聴率5番組に入り、フラマン人合計660万人が視聴している。
1990年代、『ネイバーズ』や『ザ・ボールド・アンド・ザ・ビューティフル』などの海外ソープオペラが非常に高い人気となり、特に1990年代半ば、『ザ・ボールド・アンド・ザ・ビューティフル』はプライムタイムに放送されカルト的人気となった。アメリカの『デイズ・オブ・アワ・ライブス』、オーストラリアの『ホーム・アンド・アウェー』、ドイツの『Sturm der Liebe』と共に、現在でもどちらの番組も放送されている。2010年、Vitayaはオランダのソープオペラ『Goede Tijden, Slechte Tijden』を放送しようとしたが失敗した。これまでベルギーで放送された海外ソープオペラはVTMの『ザ・ヤング・アンド・ザ・レストレス』および『イーストエンダーズ』、éénの後TV1の『Port Charles』、Vitayaの『コロネーション・ストリート』などである。1990年代、VTMで『Santa Barbara』が放送された。
2002年から2009年、若者向け放送局Ketnetでベルギー唯一の10代向けソープオペラ15分番組『Spring』("Jump")が600エピソード以上放送された。多くのオリジナル・キャストの降板により、視聴率が下降して打ち切りとなった。

### イタリア
1996年からRai 3において、オーストラリアのソープオペラ『ネイバーズ』を基にした『Un posto al sole』("A Place Under the Sun")が夕方に放送され、イタリアで最もヒットしたソープオペラ番組となった。イタリアのソープオペラには他に『Ricominciare』("Starting Over")、『Cuori rubati』("Stolen Hearts")、『Vivere』("Living")、『Sottocasa』("Downstairs")、『Agrodolce』("Bittersweet")、『Centovetrine』("Hundred Shop Windows")などがある。
イタリアで最も人気のプライムタイムに放送されるソープオペラは、1998年から2008年にRai 1で週5日放送された『Incantesimo』("Enchantment")で、最後の2年間は昼間に放送された。同様に、歴史ドラマ『Il paradiso delle signore』(Woman's Paradise)が放送され、2015年から2017年はプライムタイムに、2018年以降は昼放送となった。

### アイルランド

#### テレビ
アイルランド放送協会(RTÉ)の初期の頃、複数のドラマが制作されたがロングランには至らなかった。アイルランド放送協会の最初のテレビ・ソープオペラはダブリンの都会を舞台にした『Tolka Row』であった。数年に亘り、『Tolka Row』および『The Riordans』はアイルランド放送協会が制作していたが、1965年に田舎を舞台にした『The Riordans』が開始より人気となり、『Tolka Row』の人気はすぐに下降した。1970年代および1972年にイギリスのヨークシャー・テレビジョンの幹部が『The Riordans』のロケ地を訪れ、このヒット番組の様式を基にした『Emmerdale Farm』(のちの『Emmerdale』)を制作した。1970年代終盤、『The Riordans』は惜しまれながら終了した。『The Riordans』の制作者は彼の農業ソープオペラ三部作2作目『Bracken』を制作する予定で、『The Riordans』の終盤の複数のシーズンに出演していたガブリエル・バーンが主演することとなった。『Bracken』はすぐに終了し、後継として農業ソープオペラ三部作3作目『Glenroe』が開始し、2001年まで放送された。アイルランド放送協会は数十年に亘り放送された農業ソープオペラをやめ、日曜夜にソープオペラでないドラマ『On Home Ground』(2001年–2002年)、『The Clinic』(2002年–2009年)、『RAW』(2010年–2013年)を放送した。
1989年、アイルランド放送協会は1960年代以降初のダブリンを舞台にしたソープオペラを制作することとした。1989年から1990年、架空の都市キャリクストンを舞台にした『Fair City』が週1度夜に放送され、農業ソープオペラと同様に多くの映像がダブリン郊外で撮影された。1992年、アイルランド放送協会は『Fair City』に多大な投資をし、ロケで使用した家々の複製をダブリン4にあるアイルランド放送協会の本社に建てた。1990年代初頭まで、年間35週、週2回夜に放送された。イギリスのソープオペラとの競合により、『Fair City』は週3回夜に放送となり、1996年夏には週1回夜に放送し、その後、夏は週2回夜に、その他の季節は週4回放送となった。2000年代初頭までに、『Fair City』は年52週、週4回放送された。ライバル局TV3が『コロネーション・ストリート』を木曜に放送することとなり、水曜夜の放送は7時半に放送することとなった。2022年はRTÉ Oneにて日曜、火曜、木曜、金曜のグリニッジ標準時夜8時に放送されている。
TG4はアイルランド語のソープオペラ『Ros na Rún』("Headland of the Secrets" or "Headland of the Sweethearts")を制作した。Spiddal近くのゴールウェイ郊外に位置する架空の村Ros Na Rúnを舞台とし、住民の家族や仕事を主に描いている。アイルランド西部の平均的な村をモデルにしているが独自性があり、多様な人々の秘密、恋愛、友情などが描かれる。核となるコミュニティは同じであるが、Ros Na Rúnの風景や雰囲気は、アイルランドの田舎の風景が変わるのと同じように変化および発展している。アイルランド語話者のみならず、アイルランド国民に広く心情に訴えかけている。ストーリーは家庭内暴力、不貞、窃盗、放火、中絶、同性愛、養子、殺人、強姦、薬物、10代での妊娠、小児性愛など多岐にわたる。年35週、火曜と木曜の夜に週2回放送されている。『Ros na Rún』はアイルランドのテレビ史上、最大の独立制作番組となった。1990年代初頭のTG4開局前、『Ros na Rún』はRTÉ Oneで放送されていた。
アイルランドでは『コロネーション・ストリート』、『Emmerdale』、『イーストエンダーズ』、『ホーム・アンド・アウェー』、『Hollyoaks』、『ネイバーズ』などの海外ソープオペラも放送しているが、『Fair City』はそれらを凌ぎ、ピーク時で70万人以上が視聴するアイルランドで最もヒットしたソープオペラとなっている。
2015年1月より、TV3にてダブリンの漁村を舞台にした『Red Rock』が水曜と木曜の週2回放送された。アイルランド警察およびその村を中心に描かれた。

#### ラジオ
1955年4月13日から1975年、RTÉ Radioにて初のラジオ・ソープオペラ『Kennedys of Castleross』が放送された。1979年から1985年12月24日、RTÉはロングランのテレビ・ソープオペラ『The Riordans』をラジオに移行して放送した。1980年代半ばから1990年代半ば、RTÉは新たなラジオ・ソープオペラ『Harbour Hotel』を放送した。その後、短期間で終了したラジオ・ソープオペラ『Konvenience Korner』、『Riverrun』を放送し、2004年から『Driftwood』を放送した。現在RTÉはラジオ・ソープオペラを放送していないが、RTÉ Radio 1は夜の時間帯にラジオ・ドラマを放送し続けている。

### フランス
- Rue Carnot (1984年-1987年) :Canal+
- Riviera (1991年-1992年) :TF1
- Sous le soleil (1996年-2008年) :TF1
- Les vacances de l'amour (1996年-2007年) :TF1 『Hélène et les Garçons』の3シリーズ目で初のソープオペラ
- Plus belle la vie (2004年-) :フランス3にて月曜から金曜の夜
- Cœur Océan (2006年-2011年) :フランス2
- Baie des flamboyants (2007年-2008年) : France Ô
- Foudre (2007年-2011年) :フランス2
- Seconde Chance (2008年-2009年) :TF1
- Cinq Sœurs (2008年) :フランス2
- Paris 16e (2009年) :M6
- Clem (2010年-) :TF1
- Les Mystères de l'amour (2011年-) : TMC 『Hélène et les Garçons』の4シリーズ目でソープオペラ2作目
- Les Flamboyants : (2011年-2012年) :France Ô 『Baie des flamboyants』のスピンオフ
- Hollywood Girls (2012年-2015年) : NRJ 12
- Sous le soleil de Saint-Tropez (2013年-2014年) : TMC 『Sous le soleil』のスピンオフ
- Cut ! (2013年-2019年) : France Ô
- Demain Nous Appartient (2017年-) :TF1にて月曜から金曜の夜
- Un si grand soleil (2018年-) :フランス2
- OPJ, Pacifique Sud (2019年-) : France Ô
- Grand Hôtel (2020年-) :TF1
- Ici Tout Commence (2020年-) :TF1にて月曜から金曜夜

### ギリシャ
ギリシャにおいて、複数のソープオペラが放送されている。

#### ANT1
1990年から1991年、ANT1にて初期のソープオペラとして『Sti skia tou hrimatos』("Money Shadows")が放送された。1991年9月、Nicos Foskolos制作の『Lampsi』("the Shining")が放送を開始し、ギリシャで最長のロングラン・ソープオペラとなった。『Lampsi』のヒットの後、『To galazio diamandi』("Blue Diamond")、『Simphonia siopis』("Omertà")が放送されたが短期間で終了した。2005年6月、『Lampsi』は視聴率低下により打ち切りとなった。2005年から2008年、後継の『Erotas』("Love")が放送された。終了後、ANT1はソープオペラから撤退し、コメディやドラマに焦点を当てている。
1993年から2006年6月に放送された『Kalimera Zoi』("Goodmorning Life")が2番目のロングラン・ソープオペラとなったが、視聴率低下により打ち切りとなった。

#### MEGA
1990年より、MEGAにてプライムタイムの『I Dipsa』("The Thirst")の102エピソードが放送された。他の昼放送のソープオペラには『Paralliloi dromoi』(1992年–1994年)、その後継の『Haravgi』("Daylight", 1994年–1995年)があるが、どちらも視聴率が低く打ち切りとなった。1998年から2006年に『 Apagorevmeni Agapi』("Forbidden Love")、1998年から2002年に『Gia mia thesi ston Ilio』("A Spot Under the Sun")、2002年から2006年に『Filodoxies』("Expectations")、2004年から2006年に『Vera Sto Deksi』("Ring on the Right Hand")が放送され、ANT1のヒット番組『Lampsi』と競合して視聴率を低下させた。
2008年より、『Vera Sto Deksi』の制作陣による『Ta Mistika Tis Edem』("Edem Secrets")が放送され、『Ta Mistika Tis Edem』を上回るヒット番組となった。ギリシャの昼放送のソープオペラで視聴率の高い3番組の1つとされる。

#### ERT
IENED(1982年にERT2に改名)にてギリシャ初のソープオペラ『I Kravgi Ton Likon』および『Megistanes』が放送された。ERTではロングラン・ソープオペラ『O Simvoleografos』も制作された。2000年より民間テレビ局の参入により、ERTは毎日放送されるソープオペラ『Pathos』("Passion")、『Erotika tis Edem』("Loving in Eden")、『Ta ftera tou erota』("The Wings of Love")を追加で制作した。高視聴率は取れず、初回放送からまもなく打ち切りとなった。

#### ALPHA
2年半、『Kato apo tin Acropoli』("Under the Acropolis")が放送された。

### キプロス

#### 平日毎日放送
1996年1月から12月、LOGOs TVにて放送された『Odos Den Ksehno』("'Don't Forget' Street")がキプロス初の昼放送のソープオペラとなった。その後1997年9月から1998年6月、『To Serial』が放送された。CyBCは、2000年1月から2004年6月に『Anemi Tou Pathous』("Passion Winds")、2004年9月から2006年7月まで『I Platia』("The Square")を放送した。2009年から2010年に放送された『Epikindini Zoni』は120エピソードで打ち切りとなった。2010年9月、『Vimata Stin Ammo』が放送開始となった。
1998年9月から2004年6月、Sigma TV初のコメディ・ソープオペラ『Sto Para Pente』が放送され、キプロスのテレビ史上最長の平日毎日放送される番組となった。2008年9月から2012年7月、『Se Fonto Kokkino』が放送された。Sigma TVでは他に『Akti Oniron』(1999年-2001年)、『Vourate Geitonoi』(2001年-2005年、キプロス全世帯の最大70%が視聴し、平日毎日放送される番組で最高視聴率)、『Oi Takkoi』(2002年-2005年)、『S' Agapo』(2001年-2002年)、『Vasiliki』(2005年-2006年)、『Vendetta』(2005年9月-2006年12月)、『30 kai Kati』(2006年-2007年)、『Mila Mou』(2007年9月-2009年1月)などが放送された。
2002年、ANT1 Cyprusはソープオペラ『I Goitia Tis Amartias』を放送したが、すぐに打ち切りとなった。2006年から2009年に『Dikse Mou To Filo Sou』、2008年から2009年に『Gia Tin Agapi Sou』、2009年より『Panselinos』が放送されている。
キプロスのテレビ史上最高視聴率の毎日放送番組は、2008年から2010年にANT1 Cyprusにて放送された『Aigia Fuxia』である。

#### 毎週放送
1996年3月からCyBCにて放送された『Istories Tou Horkou』("Villages Stories")は2006年6月に打ち切りとなり、2010年9月に復活したが非常に低い視聴率により2011年に再び打ち切りとなった。しかしキプロスのテレビ史上最長ロングランの毎週放送番組となっている。1995年から2004年に放送された『Manolis Ke Katina』("Manolis and Katina")が2番目のロングラン番組である。最も紆余曲折あったソープオペラは『To Kafenio』("The Coffee Shop")で、1993年にCyBCにて毎週放送として始まり、6年後の1999年にMEGAチャンネル・キプロスに移行して毎日放送され、2000年にANT1 Cyprusに移行したが1年後に打ち切りとなった。2001年にCyBCに戻りオリジナル・キャストの出演での復活が計画されたが、実現しなかった。キプロスのテレビ史上最高視聴率の毎週放送番組は、2010年10月からANT1にて放送された『Eleni I Porni』("Eleni, The Whore")、2007年からCyBCにて放送された『Stin Akri Tu Paradisou』("At The Heaven's Edge")である。

### フィンランド
1999年よりMTV3で放送された『Salatut elämät』(Secret Lives)がフィンランド唯一の毎日放送されたソープオペラである。ヘルシンキの架空のPihlajakatu通り沿いの人々の生活に焦点を当てている。オンライン上のスピンオフの他、2012年にはこの番組を基にした映画もリリースされた。
ソープオペラに準ずる番組には、YLEの『Uusi päivä』(2010年-2018年)、『Kotikatu』(1995年-2012年)などがあるが、週5日放送というわけではなかった。

## ラテンアメリカ
長年、ラテンアメリカにおいて、昼およびプライムタイムのほとんどの番組は伝統的にテレノベラとなっている。しかし以前より、多くのテレビ番組が連続テレビドラマと、最終回まで複数のシーズンに亘るテレノベラとの重複されたコンセプトである傾向がある。この重複と共に、多くの人々はこれらの番組を「ソープオペラ」と呼ぶ。ラテンアメリカのテレビ番組で「ソープオペラ」と呼べる代表的なものは『Chiquititas』(アルゼンチン、ブラジル)および『Malhação』(ブラジル)である。
1995年、『Chiquititas』はアルゼンチンのテレフェにて初めて放送され、子供を中心にすぐに全国的なヒットとなった。1995年から2001年、および2006年の全8シーズンにおいて、テレフェのテレビ番組で視聴率第1位であった。何年にも亘り、『Chiquititas』はアルゼンチンのみならずブラジル、メキシコ、ポルトガルで多くのスピンオフが制作された。1997年、ブラジルのテレビ局SBTの創立者でオーナーのシルヴィオ・サントスはアルゼンチンでの『Chiquititas』の高視聴率によりテレフェと提携し、ブラジルのSBTでリメイク版『Chiquititas』の放送を開始した。スペイン語でなくポルトガル語を使用し、俳優自身が歌うアルゼンチン版と違って歌を吹き替えている。出演者はブラジル人で、ストーリーにも若干の改変が加えられている。ブラジル版もアルゼンチン版が撮影されたブエノスアイレスにあるテレフェのスタジオで撮影されたが、提携前の契約によりブラジル版の舞台はブエノスアイレスではなくサンパウロとなった。アルゼンチン版よりやや小規模のブラジル版もヒットして2001年まで5シーズン継続し、1990年代終盤のブラジルで最も知られたテレビ番組の1つであるソープオペラ『Malhação』のヒットに関わらず、『Chiquititas』もブラジルの多くの子供たちの心に残るのに充分であった。1999年の『Chiquititas』シーズン3のオーディションにはサンパウロだけで15,000人の子供が集まり、ブラジルのテレノベラでの最高記録となった。2013年、SBTはブラジル版2作目『Chiquititas』を制作して2015年までの2シーズン継続したが、アルゼンチン版と似た1作目と違い、SBTが独自で制作した2作目は俳優自身が歌っているだけでなく、ソーシャルメディアやいじめ問題を取り入れるなど近代化した。2013年版の視聴率は減少したにもかかわらず、批評家からは失敗作とはされていない。SBTの重役たちはこの視聴率に満足しており、一部のファンからは2013年版は1997年版の小規模リバイバルとされている。
1995年よりヘジ・グローボにてほぼ毎週『Malhação』が放送され、視聴率においてブラジルで最もヒットしたソープオペラとなっている。2021年までの27シーズン全てにおいて、アルゼンチン版『Chiquititas』と同様に視聴率第1位でい続けている。さらに『Malhação』もブラジル国内で多くのスピンオフが制作された。しかし『Chiquititas』と違い『Malhação』はより10代に焦点を当て、10代の妊娠、性的関係、違法薬物使用などより成熟した問題が描かれた。また『Malhação』は一部のファンから若手俳優の登竜門とみなされており、多くの新人俳優がヘジ・グローボでの最初の出演作として『Malhação』に出演して良い演技を見せると、同じヘジ・グローボのプライムタイムのテレノベラに出演できる可能性が増える。多くの新人俳優が将来のキャリアを見据えて『Malhação』への出演を希望し、毎年『Malhação』のオーディションには何百人もの俳優が参加している。

## インターネットおよびモバイル・ソープオペラ
インターネットテレビや携帯電話の普及に伴い、『イーストエンダーズ』のスピンオフ『EastEnders: E20』など、これらのプラットフォームに特化したソープオペラが制作された。携帯電話向けに制作されたものは、一般的に6から7枚ほどの写真と文章で構成されている。
2011年9月13日、アイルランドのTG4は『Ros na Rún』のスピンオフで10話からなるオンライン・シリーズ『Na Rúin』をリリースした。このミニシリーズはミステリーを主題とし、視聴者は登場人物のレイチェルとローカンのブログやビデオ日記を見ることで、10代のクララが行方不明となっているミステリーを解くためそれぞれの登場人物の内面を覗き見ることができる。

## ビデオリリース
ロングランのソープオペラは番組によって数万と膨大なエピソード数となること、また多くのエピソードが失われているため、毎日放送されるソープオペラのVHS、DVD、ブルーレイなどのビデオリリースは一般的に非現実的で、回顧録やハイライトでない限り不可能とされている。まれな一例として、1966年から1971年の『Dark Shadows』において失われた1エピソードを音声で復刻した全1,225エピソードがホームビデオでリリースされた。ただしアメリカのプライムタイムのソープオペラは他のジャンルと同程度の少ないエピソード数でもホームビデオとしてリリースされている。

## パロディおよび派生作品
1982年のコメディ映画『トッツィー』において、主人公マイケル・ドーシー(ダスティン・ホフマン)はロングランのソープオペラ出演の仕事をもらうために女性ドロシー・マイケルズになりすます。ソープオペラの制作シーン、奇抜なストーリー、独特な様式など複数のパロディのシーンが含まれている。
1991年のコメディ映画『ソープディッシュ』において、サリー・フィールドが架空のソープオペラ『日はまた沈む』に出演する中年の女優セレステ・タルバート役で主演した。セレステは同棲相手が妻の元に戻り、裏切りや策略などの憂き目に遭い、自身の神経症と不運に嘆くなど、ストーリーを盛り上げる。
1991年のコメディ映画『ジョン・キャンディの夢におまかせ』において、ジョン・キャンディがソープオペラ作家のジャック・ゲーブル役で主演した。頭の怪我から目覚めると、自身の作品の中にいることに気付く。ソープオペラの奇抜な誇張表現がどんどん増していく。
テレビにおけるソープオペラのパロディを以下に示す。
- 『The Carol Burnett Show』(1967年–1978年)の「"As the Stomach Turns"」において、アメリカのソープオペラ『アズ・ザ・ワールド・ターンズ』をネタにした。
- 子供向け番組『ザ・エレクトリック・カンパニー』のシーズン1にて古いソープオペラをネタにした「"Love of Chair"」を放送した。題名はロングランのソープオペラ『Love of Life』を基にし、『Love of Life』のナレーターのケン・ロバーツが「"Love of Chair"」でもナレーターを務めた。
- アメリカで最も著名なパロディは『Mary Hartman, Mary Hartman』(1976年–1977年)および『Soap』(1977年–1981年)であり、『Soap』は毎週放送されるシットコムやソープオペラのパロディであった。
- オーストラリアのカルト的刑務所ソープオペラ『Prisoner』(1979年–1986年)において、受刑者たちがソープオペラ『Yesterday, Today and Tomorrow』を見る。あるエピソードで『Yesterday, Today and Tomorrow』の登場人物2人が、メロドラマ的要素の高い昼放送のソープオペラを明らかに揶揄した会話がなされた。
- イギリスのソープオペラ『Brookside』(1982年-2003年)の劇中劇でソープオペラのパロディの「Meadowcroft Park」が流れ、『Brookside』の登場人物たちが視聴したり言及したりした。チェスターの新築邸を舞台にしており、登場人物の自宅のテレビに「パート2」の文字が入りながら実際のシーンが映った。ちなみに『Brookside』のワーキングタイトルは『Meadowcroft』であった。
- アメリカのミニシリーズ『Fresno』(1986年)は当時のプライムタイムの連続ドラマをパロディ化したものであった。
- イギリスの『Victoria Wood As Seen On TV』(1985年–1987年)のネタ「"Acorn Antiques"」は『Crossroads』や1970年代のイギリスのソープオペラを基にしている。1992年、スペシャル番組『Victoria Wood's All Day Breakfast』においてショッピング・センターを舞台にしたソープオペラの新たなパロディ「The Mall」を放送した。主演のヴィクトリア・ウッドは当時放送中であったBBCのソープオペラ『Eldorado』のトリシュ・バレンタイン(ポリー・パーキンス)を基にしたコニー役を演じた。
- オーストラリアの『Let The Blood Run Free』(1990年–1994年)は、医療ドラマのパロディである。
- 1990年から1991年のABCのプライムタイムのドラマ『ツイン・ピークス』においてソープオペラをネタにしている。シーズン1のエピソードの劇中劇で架空のソープオペラ『Invitation to Love』が登場した。
- オーストラリアの『Shark Bay』(1996年)は海辺を舞台にしたソープオペラのパロディであった。オーストラリアのソープオペラ『Sons and Daughters』、『Prisoner』、『ホーム・アンド・アウェー』、『ネイバーズ』の多くの出演者が登場した。
- 2000年から2001年、WBのシットコム『Grosse Pointe』において制作者のダレン・スターは『ビバリーヒルズ高校白書/青春白書』などの夜放送のソープオペラの制作舞台裏を描いている。
- 南アフリカのコメディアンCasper de Vriesは南アフリカのソープオペラ『Egoli: Place of Gold』を基にしたソープオペラのパロディ『Haak en Steek』(2003年-2004年)を制作した。
- 2011年4月に打ち切りとなったABCのソープオペラ『ワン・ライフ・トゥ・リヴ』はしばしばソープオペラをネタにしており、劇中劇「Fraternity Row」では『ワン・ライフ・トゥ・リヴ』の出演者が出演または視聴している。打ち切りの発表から数ヶ月後、「Fraternity Row」においても主演のロキシー・バルサム(アイリーン・クリステン)が存続のために奔走するがうまくいかず打ち切りとなる。2011年12月19日のスペシャル番組において『ワン・ライフ・トゥ・リヴ』の出演者がロキシーの夢の中で「Fraternity Row」に出演した。このエピソードでは『ワン・ライフ・トゥ・リヴ』およびソープオペラのジャンルをネタにし、大袈裟な芝居、突飛なストーリー、ミスキャスト、近親者間の恋愛などソープオペラの多くのステレオタイプ、および現実社会で起こったできごとのパロディが取り込まれた。『ワン・ライフ・トゥ・リヴ』最終回から2エピソード前、出演者たちが「Fraternity Row」最終回を視聴し、主役のLorraine King Vonvaldenburg Baxter Beumontが実在することが判明する。
- 『Second City TV』の「The Days of the Week」において、『デイズ・オブ・アワ・ライブス』のオープニングをもじって「"Monday. Tuesday. Wednesday. Thursday. Friday. Saturday. Sunday. These are...The Days of the Week."」と語った。
- ABCにて夜に放送されたコメディ『デスパレートな妻たち』(2004年-2012年)はソープオペラの要素を多分に取り入れた半風刺的なドラマである。
- FOXの『フューチュラマ』は『オール・マイ・チルドレン』をもじって「オール・マイ・サーキット」が度々登場する。
- 2017年に放送開始したアダルトスイムのアニメ『Tender Touches』はソープオペラをパロディ化している。